# Liste der Stolpersteine in Heilbronn
In der Liste der Stolpersteine in Heilbronn werden die in Heilbronn vorhandenen Stolpersteine aufgeführt, die im Rahmen des Projekts des Künstlers Gunter Demnig verlegt wurden.

## Liste
Die Liste enthält neben der Adressenangabe des jeweiligen Stolpersteins, dem Namen des NS-Opfers und einem etwaigen Bild insbesondere – soweit verfügbar – einige biografische Informationen.
| Adresse                                           | Name                           | Leben | Bild |
| ------------------------------------------------- | ------------------------------ | --- | ---- |
| Allee 9                                           | Klara Holwein                  | Klara Holwein (geb. Wanner, * 1889; † 8. Mai 1940 in Grafeneck) führte mit ihrem Mann ein Reformhaus und leitete Kochkurse für Vegetarier. Sie hatte eine Tochter, die noch ein kleines Kind war, als Klara Holwein zu Beginn der 1930er Jahre an Schizophrenie erkrankte. Klara Holwein wurde zunächst in Kennenburg behandelt und dann in Weinsberg eingewiesen. Von dort wurde sie am 8. Mai 1940 abgeholt und nach Grafeneck gebracht, wo sie noch am selben Tag ermordet wurde. |      |
| Allee 33/39                                       | Hermann Grünebaum              | Hermann Grünebaum (* 18. Januar 1856 in Vollmerz (Schlüchtern); † 21. März 1942 in Dellmensingen) lebte im Haus Allee 33 und ab dem 13. Oktober 1941 in der Bismarckstraße 3a. Aufgewachsen war er in Vollmerz in Osthessen. Er war ein Sohn von David und Janette Grünebaum. Hermann Grünebaum wohnte in Heilbronn im Haus Allee 33, was der aktuellen Nummer (Stand: 2015) 39 entspricht. Mit seiner Ehefrau Julie, geb. Stein, bekam er die Kinder Jenny und Theodor. Die Tochter starb bereits 1924, die Ehefrau 1928. Der Sohn trat später ins Geschäft seines Vaters ein: Hermann Grünebaum hatte einen Laden für Aussteuerwaren und Weißwäsche. Das Haus an der Allee, in dem sich auch sein Geschäft befand, musste Grünebaum während des Dritten Reichs an Karl Haller verkaufen, doch gelang es seiner Schwiegertochter Frida, geb. Weihardt, diesen Vertrag anzufechten. In der Reichspogromnacht wurden die Schaufenster zertrümmert, in der nachfolgenden Nacht Laden und Wohnung demoliert. Grünebaum, der in dieser Nacht im Gefängnis gesessen hatte, gab daraufhin das Geschäft auf, verließ aber seine Wohnung nicht. Bis 1941 lebte er mit seiner Haushälterin Rebekka Simsohn in der Allee 33. Hermann Grünebaum und Rebekka Simsohn wurden im Oktober 1941 gezwungen, in die Bismarckstraße 3a zu ziehen, und am 26. November desselben Jahres deportiert. Grünebaums Leben endete vermutlich am 21. oder 31. März 1942 im jüdischen Zwangsaltersheim in Dellmensingen. Sein Sohn Theodor war vom 11. November 1938 bis zum 5. Januar 1939 im KZ Dachau inhaftiert. Im Juli 1939 konnte er nach England emigrieren. Es gelang ihm allerdings nicht mehr, seine Familie rechtzeitig vor dem Kriegsausbruch nachkommen zu lassen. Seine Frau Frida und die Tochter Dorothea kamen beim Luftangriff auf Heilbronn am 4. Dezember 1944 ums Leben. Sein Sohn Helmut überlebte den Zweiten Weltkrieg und den Holocaust. Er zog 1947 ebenfalls nach England.                                  |      |
| Allee 33/39                                       | Rebekka Simsohn                | Rebekka Simsohn (* 27. Oktober 1885 in Memel; † 1. Dezember 1941 in Riga) war das älteste Kind ihrer Eltern. Sie führte in Heilbronn den Haushalt Hermann Grünebaums in dessen Wohnung in dem Haus Nr. 33 (was 2015 der Nr. 39 entspricht) an der Allee. Grünebaum und Simsohn wurden am 26. November 1941 „nach dem Osten“ deportiert. Rebekka Simsohn starb im Rigaer Ghetto. |      |
| Allee 47/57                                       | Klara Asch                     | Klara Asch (* 30. Dezember 1872 in Grombach (Bad Rappenau); † 31. Mai 1944 in Auschwitz) lebte im Haus Allee 47 und ab 1938 in der Mönchseestraße 71. Klara Asch war das zwölfte Kind von Samuel Strauss und Mina, geb. Reis. Sie heiratete 1902 Julius Asch, mit dem sie 1904 den Sohn Siegfried und 1912 einen weiteren Sohn namens Kurt bekam. Bis etwa 1917 hatte Julius Asch in der Heilbronner Kaiserstraße 40 ein Uhrmacher- und Juweliergeschäft. Später arbeitete er als Versicherungsoberinspektor. Die Familie lebte seit Beginn der 1920er Jahre im Haus Allee 47, was der aktuellen Hausnummer 57 entspricht. 1935 starb Julius Asch. Klara und Kurt Asch mussten nach seinem Tod mehrmals umziehen. Zeitweise wohnten sie in der Mönchseestraße 71, zeitweise in der Moltkestraße 27. Klara Asch lebte zuletzt in einem „Judenhaus“ in der Allerheiligenstraße 32. Im März 1942 wurde sie nach Haigerloch deportiert, im August desselben Jahres nach Theresienstadt. 15 Tage nach ihrer Ankunft in Auschwitz starb sie dort. Ihren beiden Söhnen gelang die Emigration in die USA. |      |
| Allee 47/57                                       | Kurt Asch                      | Kurt Asch (* 17. Mai 1912; † 10. November 1999) emigrierte 1939 in die USA. Er heiratete in Evansville in Indiana. Sein Grab befindet sich auf dem dortigen Friedhof „Mount Carmel“. |      |
| Allerheiligenstraße (früher Nr. 32)               | Frida Ledermann                | Frida Ledermann, geb. Lindauer (* 30. April 1887 in Menzingen; † 1941 oder 1942 in Riga) war mit Felix Ledermann verheiratet, der vor 1908 nach Heilbronn kam. Zusammen mit seinem Vater Ferdinand Ledermann führte Felix Ledermann zunächst in der Deutschhofstraße, später in der Allerheiligenstraße 32 eine Eisenwarenhandlung. Er kam im Ersten Weltkrieg ums Leben. Frida Ledermann führte das Geschäft weiter und zog die beiden 1912 und 1914 geborenen Töchter Lotte und Erna allein auf, wofür sie noch 1934 das Ehrenkreuz für Witwen erhielt. Ihre Tochter Erna, die Lehrerin wurde, emigrierte 1939 nach Palästina, die Tochter Lotte, die einen Christen geheiratet hatte, wurde nach Theresienstadt deportiert und 1945 dort befreit. Auch Frida Ledermann verzichtete auf eine Emigration, weil sie sich als Kriegerwitwe in Sicherheit wähnte, musste aber ab 1938 diverse Schikanen über sich ergehen lassen – unter anderem wurde ihr Haus zum „Judenhaus“ gemacht und 1941 folgte die Enteignung. Am 26. November 1941 wurde Frida Ledermann zum Sammellager auf dem Killesberg abtransportiert, von wo aus sie nach Riga deportiert wurde. Der genaue Todestag ließ sich nicht ermitteln, wurde aber 1959 auf den 31. März 1942 festgelegt. |      |
| Am Wollhaus 14 (früher Klarastr. 21)              | Helene Würzburger              | |      |
| Bahnhofstraße 5                                   | David Vollweiler               | David Vollweiler († 1944 in Auschwitz) war ein Unternehmer. 1941 war er im Alter von 63 Jahren im Arbeitseinsatz und wurde als Fürsorgebeamter geführt. Er war damals in der Frankfurter Straße 46 untergebracht. |      |
| Bahnhofstraße 5                                   | Margarete Vollweiler           | Margarete Vollweiler († 1944 in Auschwitz) war David Vollweilers Ehefrau. |      |
| Bahnhofstraße 11                                  | Emma Vogel                     | Emma Vogel († in Theresienstadt) lebte in der Villa Nestle und wurde 1942 nach Theresienstadt deportiert. Dort starb sie im Alter von 73 Jahren. |      |
| Bergstraße 2                                      |                                | Siehe Rollwagstraße 6. |      |
| Bismarckstraße, neben Nr. 5                       | Regine Krips                   | Regine Krips (* 11. Mai 1883 in Heilbronn; † ?) war eine Tochter des Ehepaars Hermann und Karoline Krips, das 1874 in Bruchsal geheiratet hatte. Sie hatte fünf Geschwister, darunter einen Zwillingsbruder namens Isaak, der im Jahr 1911 nach Amerika auswanderte. Regine Krips wurde Verkäuferin bei der Firma Jacob D. Reis in der damaligen Inneren Rosenbergstraße 22 und später Hausangestellte bei der Familie Reis. 1933 oder 1934 zog sie mit der verwitweten Flora Reis in ein Haus der Religionsgemeinschaft Adass Jeschurun in der Bismarckstraße 3. Während Flora Reis noch im Januar 1939 nach England auswandern konnte, blieb Regine Krips in Heilbronn. Sie wurde mehrmals zum Umzug gezwungen. Von September 1939 bis November 1940 war sie in der damaligen Brünner Straße 2 in einem sogenannten Judenhaus untergebracht, dann in der Badstraße 10, schließlich ab März 1942 in der Villa Picard in Sontheim. Am 24. April 1942 wurde sie nach Stuttgart gebracht. Von dort aus wurde sie zwei Tage später in das Ghetto von Izbica deportiert. Ort, Datum und Umstände ihres Todes sind nicht bekannt. |      |
| Bismarckstraße, neben Nr. 5                       | Flora Reis                     | Flora Reis (* 1877), geb. Aron, lebte ab 1933/34 als Witwe mit ihrer Hausangestellten Regine Krips zusammen. Im Januar 1939 konnte sie nach England fliehen. |      |
| Bismarckstraße 15                                 | Anna Wolf                      | Anna Wolf (geb. Eisig, * 1885; † 15. Januar 1945 in Bergen-Belsen) war die Ehefrau von Hermann Wolf. |      |
| Bismarckstraße 15                                 | Hermann Wolf                   | Hermann Wolf (* 9. Oktober 1878; † 6. Januar 1945 in Bergen-Belsen) war ein Sohn des Unternehmers Wolf Manasse Wolf und übernahm nach dessen Tod 1916 zusammen mit seinem Bruder Julius die vom Vater gegründete Firma, eine Lumpensortieranstalt, die die Heilbronner Papierfabriken belieferte. Das Haus Bismarckstraße 15 kaufte er 1921 als Wohnsitz für seine Familie. Sohn Max emigrierte 1934 nach Palästina, Tochter Louise Victor wanderte 1937 nach Südafrika aus. 1939 verließ auch Hermann Wolfs Bruder Julius, der zuletzt in der Moltkestraße gewohnt hatte, Deutschland und zog nach England. Die Firma war zu diesem Zeitpunkt bereits liquidiert worden; das Firmenanwesen in der Salzstraße war ab 1938 an die Heeresstandortverwaltung vermietet gewesen und 1939 an die Stadt heilbronn verkauft worden. Ebenso verkauften Hermann und Anna Wolf ihr Haus in der Bismarckstraße Ende 1938 deutlich unter Wert an die Stadt, in der Hoffnung, Deutschland noch verlassen zu können. Dies gelang ihnen am 4. September 1939, doch erreichten sie ihr Ziel London nicht mehr. Sie wurden in Holland festgehalten, zunächst im Durchgangslager Westerbork interniert und dann ins KZ Bergen-Belsen transportiert, in dem sie umkamen. |      |
| Cäcilienstraße 26/1                               | Berta Hanauer                  | |      |
| Cäcilienstraße 26/1                               | Gertrud Hanauer                | |      |
| Cäcilienstraße 26/1                               | Isaak Hanauer                  | |      |
| Cäcilienstraße 26/1                               | Manfred Hanauer                | |      |
| Cäcilienstraße 60                                 | Adolf Einstein                 | Adolf Einstein (* 13. April 1875 in Fellheim; † in Auschwitz) lebte in der Cäcilienstraße 60 und in der Frankfurter Straße 9. Adolf Einstein heiratete in Öhringen Pauline Dreyfuss. Der gemeinsame Sohn Heinz kam im Jahr 1920 noch dort zur Welt. Später zog die Familie nach Heilbronn. Adolf Einstein arbeitete als Kaufmann im Eisen- und Metallhandel Dreyfuss & Söhne, die seinem Schwiegervater gehörte und 1922 von Öhringen nach Heilbronn verlegt wurde, wo die Familie Einstein eine Wohnung im Erdgeschoss des Hauses Cäcilienstraße 60 bezog. 1934 ging Dreyfuss & Söhne in den Besitz von Schwarz und Lindauer über; Dreyfuss blieb aber zunächst noch stiller Teilhaber. Offenbar arbeitete Adolf Einstein noch einige Zeit unter den veränderten Verhältnissen in der Firma. Er musste 1939 in die Frankfurter Straße 9 umziehen, lebte dann wohl noch einige Zeit in Öhringen und wurde im Juni 1941 in das Altenheim Heggbach-Maselheim zwangseingewiesen. Am 13. Juli 1942 wurde er nach Auschwitz deportiert. |      |
| Cäcilienstraße 60                                 | Pauline Einstein               | Pauline Einstein war Adolf Einsteins Ehefrau. Sie rettete sich über Frankreich in die Schweiz, bevor der Zweite Weltkrieg begann. |      |
| Cäcilienstraße 60                                 | Heinz Einstein                 | Heinz Einstein war der Sohn des Ehepaares Einstein. Er wurde 1920 in Öhringen geboren. Im Mai 1938 floh er in die USA. |      |
| Deinenbachstraße 5                                | Emil Strauss                   | Emil Strauss (* 1883; † in Riga) war ein Sohn von Gitta Strauss. Er arbeitete als Reisevertreter, ehe er am 28. November 1941 nach Stuttgart gebracht und von dort aus am 1. Dezember 1941 nach Riga deportiert wurde. Er wurde ein Opfer der Massenerschießungen in Riga. |      |
| Deinenbachstraße 5                                | Gitta Strauss                  | Gitta Strauss (geb. Herrmann, * 1859; † 29. August 1942 in Theresienstadt) gehörte zusammen mit Hermann, Emil, Julius und Selma Strauss zu einer Erbengemeinschaft, der 1933 das Haus gehörte, in dem die Sontheimer Synagoge untergebracht war. Nachdem ihre Söhne Emil und Julius und die Tochter Selma 1941 deportiert worden waren, wurde sie im Haus Picard in der Lauffener Straße 12 untergebracht. Zusammen mit den übrigen Bewohnern dieses Hauses, in dem die letzten in Sontheim verbliebenen Juden versammelt worden waren, wurde sie am 20. August 1942 nach Stuttgart transportiert und zwei Tage später nach Theresienstadt deportiert, wo sie wenige Tage später ums Leben kam. |      |
| Deinenbachstraße 5                                | Julius Strauss                 | Julius Strauss (* 1886; † in Riga) war ein Sohn der Gitta Strauss und wurde wie seine Geschwister am 28. November 1941 nach Stuttgart und von dort am 1. Dezember 1941 nach Riga gebracht, wo er erschossen wurde. |      |
| Deinenbachstraße 5                                | Selma Strauss                  | Selma Strauss (* 1891; † in Riga) war eine Tochter der Gitta Strauss und wurde wie ihre Geschwister am 28. November 1941 nach Stuttgart und von dort am 1. Dezember 1941 nach Riga gebracht. Sie wurde ein Opfer der Massenerschießungen von Riga. |      |
| Fleiner Straße 9                                  | Adolf Elsner                   | Adolf Elsner (ursprünglich: Aron Eliaschow, * 12. August 1876 in Königsberg (Preußen); † 18. Juni 1933 in Heilbronn) hatte ab 1932 einen Modeladen in der Fleiner Straße 9. Davor hatte er im Textilhaus der Gebrüder Landauer gearbeitet. Er war seit 1921 mit der Schreinerstochter Eugenie König verheiratet gewesen; die Ehe wurde 1932 geschieden. Seine Privatwohnung befand sich in der Goethestraße 36. Ihm wurde 1933 östlich eingestellter Kulturbolschewismus vorgeworfen; sein Geschäft wurde boykottiert. Möglicherweise nahm sich Adolf Elsner das Leben. Bestattet ist er auf dem jüdischen Friedhof in Heilbronn. Sein Geschäft wurde noch einige Jahre unter dem Namen MM-Moden von der Geschäftsnachbarin Martha Müller weiterbetrieben. Sie war eine Tochter des Hausbesitzers August Müller. |      |
| Frankfurter Straße 9                              | Babette Baer                   | Babette Baer, geb. Adler, (* 5. Mai 1860 in Obergimpern; † 28. April 1943 in Theresienstadt) lebte seit 1868 in Heilbronn. Am 12. Mai 1880 heiratete sie in Würzburg Hermann Baer aus Siegelsbach. Um die Jahrhundertwende gehörte das Haus Frankfurter Straße 9 Hermann Baer, der 1918 starb. Babette Baer lebte weiterhin in der Frankfurter Straße 9; das Haus war aber wohl nach 1920 in den Besitz des Pferdehändlers Max Mannheimer übergegangen. Eine weitere Heilbronner Adresse Babette Baers ist Innere Rosenbergstraße 12. Im Alter von 78 Jahren musste Babette Baer in das sogenannte Judenhaus in der Lachmannstraße 9 ziehen, danach in die Badstraße 10 und ab März 1942 in den Haigerlocher Ortsteil Haag. Am 19. August 1942 wurde sie auf den Killesberg verbracht, von wo aus sie mit der Häftlingsnummer 429 im Transport Nr. XIII/1 Zug Da 505 nach Theresienstadt deportiert wurde. Dort kam sie ums Leben. |      |
| Frankfurter Straße 9                              | Sofie Falk                     | Sofie Falk (* 4. Dezember 1881 in Heilbronn; † bei Riga) lebte ungefähr seit 1929 in der Frankfurter Straße 9. Vermutlich bewohnte sie zunächst das Erdgeschoss und später zusammen mit ihrer verwitweten Schwester Lina Oppenheimer und deren Sohn den zweiten Stock. Ab dem 2. Juli 1937 musste sie als Köchin im jüdischen Altersheim in Sontheim arbeiten. 1940 lebte sie in der Schillerstraße 6. Am 26. November 1941 wurde sie deportiert. Sie wurde bei Riga ermordet. |      |
| Frankfurter Straße 9                              | Kurt Oppenheimer               | Kurt Oppenheimer (* 1911; † ) war der Sohn Lina Oppenheimers und der Neffe Sofie Falks. Er lebte bis 1936 bei seiner Mutter und seiner Tante und emigrierte dann in die USA. |      |
| Frankfurter Straße 9                              | Lina Oppenheimer               | Lina Oppenheimer, geb. Falk, (* 1887 in Heilbronn; † bei Riga) war die Schwester Sofie Falks und die Mutter Kurt Oppenheimers. Sie arbeitete 1939/40 im jüdischen Altersheim in Sontheim. Sie wurde mit demselben Transport wie ihre Schwester deportiert und bei Riga ermordet. |      |
| Frankfurter Straße 39                             | Bernhard Hochherr              | Bernhard Hochherr wurde am 10. Oktober 1870 in Berwangen als viertes von 12 Kindern von Levi Hochherr und Hannchen Kahn geboren. 1898 eröffnete er seine erste Zigarrenfabrik in Massenbachhausen, wo er ab 1900 auch mit seiner Frau Maria Wertheimer lebte. Dort wurde am 31. August 1901 seine Tochter Ilka geboren. In den folgenden Jahren gründete Bernhard weitere Produktionsstätten an verschiedenen Orten im Kraichgau; er selbst zog nach Heilbronn, in die Weinsberger Str. 3, 1908 und erwarb 1911 die württembergische Staatsbürgerschaft. Sein Unternehmen erhielt 1911 einen neuen Firmensitz in Walldorf, bevor es im Inflationsjahr 1923 nach Heidelberg zog. 1937 beschäftigte das Unternehmen in Heidelberg 300 Arbeiter und 15 Angestellte, in Massenbachhausen etwa 100 Mitarbeiter. 1909 starb Bernhards Frau Maria wenige Monate nach der Geburt ihrer zweiten Tochter Hilda. Bernhard heiratete daraufhin im Februar 1910 seine zweite Frau Ida Reis, die Tochter des letzten jüdischen Lehrers in Massenbachhausen. Kurz darauf gründete er in Heilbronn eine neue Firma „B. Hochherr, Zigarren en gros und Rohtabak“. Am 22. August 1942 wurde Bernhard Hochherr von Eschenau über Stuttgart nach Theresienstadt deportiert |      |
| Frankfurter Straße 39                             | Grete Hochherr, verh. Kaufmann | Gretchen Hochherr, genannt Grete, wurde 1913 geboren. Die Familie lebte in Heilbronn im Haus Frankfurter Str. 39 seit 1917; Die Frau von Bernhard Hochherr starb 1926 im Alter von 49 Jahren. Bernhard Hochherr und seine Töchter lebten noch bis in die 1930er Jahre in der Frankfurter Straße, bevor Hochherr in ein Altersheim nach Stuttgart und dann zwangsweise in das Altersheim Schloss Eschenau zog. Seine Firmen waren 1938 „arisiert“ und enteignet worden. Im Haus Frankfurter Str. lebte auch Bernhard Hochherrs Tochter Gretchen. 39 bis 1936; ab 1930 Ausbildung zur Bankkauffrau, danach Tätigkeit beim Heilbronner Bankverein m.b.H. bis Ende 1933 und von Dezember 1934 bis August 1936 bei Madaform Seifenfabriken. Nach ihrer Entlassung verließ sie Heilbronn und lebte vorübergehend als Hausangestellte bei der Familie ihrer Schwester Ilka in Karlsruhe. Sie konnte im September 1938 nach Port Elizabeth, Südafrika auswandern, wo sie ihren Mann Bruno Kaufmann heiratete. Er stammte aus Meckesheim bei Heidelberg, lebte und arbeitete aber seit 1927 für eine Schuhfabrik „Neuwaren und Reparaturen“ in Heilbronn. Die Eheschließung fand auf dem Schiff statt, um den Einreisebeschränkungen nach Südafrika zu entgehen. Grete und Bruno hatten drei Kinder: Sydney Hilton wurde 1940 geboren, Isabel Hester 1942 und Lindsay Bernard Michael wurde 1947 geboren. Grete Hochherr starb im Alter von nur 49 Jahren in Port Elizabeth im November 1962. Ihr Mann Bruno starb 1994, ebenfalls in Port Elizabeth. |      |
| Frankfurter Straße 45                             | Alfred Traub                   | Alfred Traub (* 20. Juli 1909 in Wiesloch; † März 1940 in Hadamar) war der Sohn von Berta und Leopold Traub und der Bruder von Resi Traub. Er wurde im März 1938 wegen eines Verstoßes gegen das Heimtückegesetz zu einer Gefängnisstrafe verurteilt. Vom 11. bis zum 20. November 1938 war er im KZ Dachau inhaftiert. Ab Juni 1940 gehörte er zu den Insassen der psychiatrischen Heilanstalt Zwiefalten. Alfred Traub fiel der Aktion T4 zum Opfer. Über Weinsberg wurde er im März 1941 in die Tötungsanstalt Hadamar verbracht und noch am Tag seiner Ankunft vergast. |      |
| Frankfurter Straße 45                             | Berta Traub                    | Berta Traub, geb. Hahn, (* 19. September 1884 in Berwangen; † um 1941 bei Riga) war die Ehefrau von Leopold Traub und die Mutter von Alfred und Resi Traub. Ihr Mann lebte mindestens seit 1929 in Heilbronn. Die Familie wurde 1938 gezwungen, in ein sogenanntes Judenhaus an der damaligen Gustloffstraße 53 (heute: Weststraße 53) zu ziehen. Am 1. Dezember 1941 wurden Berta und Leopold Traub vom Killesberg ins Rigaer Außenlager Jungfernhof deportiert. Wann und wie Berta Traub ums Leben kam, ist nicht bekannt. |      |
| Frankfurter Straße 45                             | Leopold Traub                  | Leopold Traub (* 16. März 1879 in Eichtersheim bei Sinsheim; † um 1941 bei Riga) war ein Manufakturwarenhändler und mindestens seit 1929 in Heilbronn ansässig. Er war der Ehemann von Berta Traub und der Vater von Alfred und Resi Traub. Nach der Umquartierung in ein sogenanntes Judenhaus in der heutigen Weststraße 53 im Jahr 1938 wurde das Ehepaar Traub am 1. Dezember 1941 vom Killesberg aus ins Rigaer Außenlager Jungfernhof deportiert. Über den Todeszeitpunkt und die Todesumstände Leopold Traubs ist nichts bekannt. |      |
| Frankfurter Straße 45                             | Resi Traub                     | Resi Traub (* 7. Februar 1908 in Wiesloch; †) war die Tochter von Berta und Leopold Traub und die Schwester von Alfred Traub. 1936 lebte sie offenbar nicht mehr mit ihrer Familie zusammen. Es gibt Zeugnisse, dass sie nach Lettland „ausgewandert“ sei. Im Gedenkbuch des Bundesarchivs in Berlin wird sie als Opfer der Erschießungen bei Riga aufgeführt. |      |
| Gartenstraße 31                                   | Clothilde Schlesinger          | Clothilde Schlesinger (* 5. Oktober 1881; † 2. September 1942), geb. Gumbel, war vermutlich eine Schwägerin von Simon Schlesinger. Sie lebte mit dem Ehepaar Schlesinger in der Gartenstraße 31. Am 12. August 1942 wurde sie über Stuttgart nach Dellmensingen und von dort am 22. August desselben Jahres nach Theresienstadt deportiert, wo sie am 2. September 1942 zu Tode kam. |      |
| Gartenstraße 31                                   | Ida Schlesinger                | Ida Schlesinger (* 31. Oktober 1881; † vermutlich 1942), geb. Wallerstein, stammte aus Nürtingen. Sie heiratete Simon Schlesinger und lebte, zunächst als Hausfrau, später als Verkäuferin, mit ihrem Mann und Clothilde Schlesinger in der Gartenstraße 31, die sie verlassen musste, um in ein sogenanntes „Judenhaus“ in der Bismarckstraße 3/1 zu ziehen. Am 24. April 1942 wurde das Ehepaar Schlesinger nach Izbica deportiert. Todesdatum und -umstände sind ungeklärt. |      |
| Gartenstraße 31                                   | Simon Schlesinger              | Simon Schlesinger (* 10. Dezember 1876; † vermutlich 1942) stammte aus Bonfeld. Mitglieder seiner Familie waren seit 1905 in Heilbronn ansässig. Ab 1923 führte er das Zigarrenspezialgeschäft in der Lohtorstraße 30. Dieses wurde offenbar „arisiert“. Wohnsitz des Ehepaars Schlesinger war ab 1920 das Haus Gartenstraße 31; von dort musste Simon Schlesinger mit seiner Frau in die Bismarckstraße 3/1 ziehen, ehe das Ehepaar am 24. April 1942 nach Izbica deportiert wurde, wo sich seine Spur verliert. |      |
| Gartenstraße 50                                   | Siegfried Gumbel               | Siegfried Gumbel (* 22. September 1874 in Heilbronn; † 27. Januar 1942 in Dachau) war Rechtsanwalt und leitete ab 1923 die Kanzlei Dr. Gumbel, Koch und Dr. Scheuer. Er war mehrere Jahre lang Vorsitzender des Heilbronner Rechtsanwaltvereins und in den Jahren 1932 und 1933 Mitglied des Gemeinderats für die DDP. Außerdem betätigte er sich in der Israelitischen Religionsgemeinschaft in Württemberg und natürlich auch in der ortsansässigen israelitischen Gemeinde; unter anderem war er ab 1936 Präsident des Oberrats der Israelitischen Religionsgemeinschaft Württembergs. Gumbel verzichtete auf den Versuch, sich selbst zu retten, und stand jüdischen Gemeindemitgliedern bei dem Versuch zur Auswanderung bei. 1942 starb er im KZ Dachau. |      |
| Gartenstraße 78/1                                 | Robert Heinrich Hildenbrand    | Robert Heinrich Hildenbrand (* 14. Dezember 1890 in Heilbronn; 24. November 1941 im KZ Buchenwald) war Gärtner. Nach seinem Einsatz im Ersten Weltkrieg als Sanitäter kehrte er traumatisiert zurück; er begann zu trinken und seine Ehe ging in die Brüche. Hildenbrand wurde zum Arbeitsdienst eingezogen, desertierte und wurde, nachdem man ihn in Heilbronn aufgegriffen hatte, ins KZ Buchenwald deportiert. Er galt zunächst als „ASR-Häftling“, dann kam er in die „K-Kompanie“ für Kriegsverbrecher. Nachdem er, angeblich an einer rechtsseitigen Lungenentzündung, im Lager gestorben war, wurde die Asche an seine Mutter in Ebingen geschickt. Sie wurde aber in Heilbronn beigesetzt. |      |
| Große Bahngasse (früher: Große Nägelinsgasse) 9   | Elsa Scheufler                 | Elsa Christine Scheufler (* 26. April 1915; † 10. Oktober 1943 in Zwiefalten) war das dritte Kind von Jakob Friedrich Scheufler und Marie Sofie Scheufler, geb. Hörger. Im Alter von zwölf Jahren stürzte sie in eine Kellerluke und verletzte sich schwer; in der Folge litt sie unter epileptischen Anfällen. Am 30. Oktober 1931 gebar sie ihre uneheliche Tochter Marta Ida – Elsa Scheuflers Vater hatte dem Kindsvater eine Eheschließung mit seiner minderjährigen Tochter verwehrt. Marta Ida wurde 1937 im Kinderheim Waldenburg untergebracht, nachdem 1935 ihre Großmutter gestorben war. Nachdem 1942 Elsa Scheuflers einziger Bruder gefallen und im selben Jahr ihr Vater gestorben war, wurde Elsa Scheufler am 30. November 1942 in die Heil- und Pflegeanstalten Zwiefalten eingewiesen, wo sie in der Näherei arbeiten musste. Während einer Untersuchung am 9. Oktober 1943 erklärte sie, diese Arbeit nicht mehr leisten zu können und zu wollen – sie hatte nur Verpflegung der niedrigsten Stufe zugebilligt bekommen. Laut Krankenakte wurde sie daraufhin in eine Abteilung E verlegt, von deren Existenz sonst nichts bekannt ist, und starb anderntags angeblich an einer Lungenentzündung. |      |
| Gymnasiumstraße 31                                | Max Pincus                     | Max Pincus oder Pinkus (* 1869 in Posen; † 10. Dezember 1942 in Theresienstadt) war ein Agent der Gothaer Feuerversicherungsbank. 1931 wohnte er in der Friedensstraße (der späteren Gymnasiumstraße) 31, später in der Moltkestraße 27, dann im Landesasyl Wilhelmsruhe in Sontheim, von wo er am 19. November 1940 zurück nach Heilbronn kam. Bald darauf wurde er nach Oberstotzingen eingewiesen und am 22. August 1942 nach Theresienstadt deportiert, wo er einige Wochen später starb. |      |
| Gymnasiumstraße 31                                | Rosa Pincus                    | Rosa Pincus (geb. Eichenberg, * 13. August 1868 in Gießen; † 26. März 1942 in Theresienstadt oder in Zwiefalten) wechselte mehrfach den Wohnsitz. Sie lebte zeitweise in der Moltkestraße 27 und im Sontheimer Asyl, kehrte von dort aber am 19. November 1940 nach Heilbronn zurück. Laut Franke wurde sie über Herrlingen nach Zwiefalten gebracht und kam dort ums Leben. |      |
| Gymnasiumstraße 32                                | Hermine Strauss                | Hermine (geb. Rothschild, * 1886; † in Auschwitz) und Max Strauss wohnten bis 1938 in der Friedensstraße (heute Gymnasiumstraße) 32, danach in der Wilhelmstraße 26, einem Gebäude, das aus dem Besitz Gertrud Oppeheimers in den der Stadt übergegangen war. Nach dem Novemberpogrom übersiedelte das Ehepaar Strauss nach Ulm. Hermine und Max Strauss kehrten aber später nach Heilbronn zurück und wurde in dem sogenannten Judenhaus in der Badstraße 10 untergebracht, ehe sie im März 1942 nach Haigerloch gebracht und von dort aus am 22. August 1942 nach Theresienstadt deportiert wurden, wo Max Strauss 1944 starb. Hermine Strauss wurde am 16. Oktober 1944 noch nach Auschwitz weitertransportiert, wo sie zu einem unbekannten Zeitpunkt ums Leben kam. Ihre Kinder Erich (* 1912) und Hilde Sophie (* 1919) waren nach Argentinien bzw. England ausgewandert. |      |
| Gymnasiumstraße 32                                | Max Strauss                    | Max Strauss (* 1874; † 17. Juni 1944 in Theresienstadt) war der Ehemann von Hermine Strauss. Der Kaufmann war bis zu deren Auflösung 1935 Gesellschafter der Zigarrenfabrik Gustav Adler und pachtete danach den „Adlerkeller“ an der Ecke Klara-/Wollhausstraße, in dem ab 1936 auch die Schule für jüdische Kinder untergebracht war. Außerdem diente das Haus auch als Gemeindehaus der israelitischen Gemeinde. 1938 wurde es geschlossen und in der Reichskristallnacht wurde die Inneneinrichtung und Ausstattung demoliert. Danach ging das Ehepaar Strauss vorübergehend nach Ulm, kehrte dann nach Heilbronn zurück und wurde schließlich über Haigerloch nach Theresienstadt gebracht, wo Max Strauss verstarb. |      |
| Gymnasiumstraße 48                                | Bertha Sternfeld               | Bertha Sternfeld (* 8. März 1877 in Heilbronn; † 13. Juli 1942 in Auschwitz) war in der einstigen Friedensstraße 48 ansässig. Ihr Geburtsname war Igersheimer; sie war eine Tochter von Hermann Igersheimer und Hanna, geb. Levi. Ihre älteren Geschwister hießen Sigmund und Ida, ihr jüngerer Bruder Otto. Bertha Igersheimer heiratete Friedrich Sternfeld, mit dem sie in Erfelden lebte. Dort wurde 1912 auch die Tochter Martha geboren. Nachdem Friedrich Sternfeld verstorben war, zog Bertha Sternfeld zu Beginn der 1930er Jahre nach Heilbronn, wo ihr Bruder Otto in einer Bank arbeitete. Sie begann einen Handel mit Kaffee, Tee und Leibwäsche. Ab 1933 wohnte sie in der damaligen Friedensstraße (mittlerweile: Gymnasiumstraße) im Haus Nr. 48. 1938 wurde sie gezwungen, in die Weststraße 53 zu ziehen. Ihr Geschäft gab sie im selben Jahr auf. Ab 1940 lebte sie im Haus ihres Bruders Otto Igersheimer in der Karlstraße 43. Danach musste das Geschwisterpaar in das „Judenhaus“ Bismarckstraße 3a umziehen. Wie Otto Igersheimer wurde auch Bertha Sternfeld am 20. Mai 1942 nach Oberdorf und von dort aus am 13. Juli 1942 nach Auschwitz deportiert. Ihre Tochter Martha, die den Heilbronner Rudolf Gummersheimer geheiratet hatte, floh 1934 nach Palästina und später nach Großbritannien. |      |
| Hauptstraße 25                                    | Ludwig Maier                   | Ludwig Maier (* 31. Juli 1873 in Horkheim; † in Maly Trostinec oder in Treblinka) war Viehhändler. Er wohnte mit seiner Frau Mina bis 1938 in der Hauptstraße (ab 1933: Adolf-Hitler-Straße) 25 in Sontheim, dem ehemaligen israelitischen Schulhaus. 1938 zogen Ludwig und Mina Maier ins Israelitische Landesasyl Wilhelmsruhe, von dort am 21. November 1940 nach Berlichingen und am 2. Juli 1941 wieder nach Sontheim ins Haus Picard in der Lauffener Straße 12. Die Bewohner dieses Hausew wurden im August 1942 nach Theresienstadt deportiert. Ludwig Maier und seine Frau wurden von Theresienstadt aus in ein Vernichtungslager transportiert, ihre genauen Todesumstände sind nicht bekannt. |      |
| Hauptstraße 25                                    | Mina Maier                     | Mina Maier (geb. Sicherer, * 21. Februar 1873 in Oberdorf; † in Maly Trostinec oder in Treblinka) war die Ehefrau des Viehhändlers Ludwig Maier und teilte dessen Schicksal. |      |
| Herbststraße 14                                   | Betty Kraft                    | |      |
| Herbststraße 14                                   | Frida Kraft                    | |      |
| Herbststraße 30                                   | Gottlob Feidengruber           | Gottlob Feidengruber (* 1901; † 26. Januar 1944 in Paris), ein gelernter Eisendreher, war ein Kommunist und Kämpfer gegen den Nationalsozialismus. Als Mitglied des Rotfrontkämpferbundes wurde er 1931 verhaftet; 1932 wurde er zu eineinhalb Jahren Gefängnis verurteilt. Nach einer weiteren Verhaftung im Frühjahr 1934 wurde er im Oberamtsgefängnis in der Heilbronner Klarastraße inhaftiert. Im August desselben Jahres gelang ihm die Flucht. Er setzte sich mit seiner Frau Rose nach Frankreich ab, von wo aus sie gegen den Anschluss des Saarlandes an das Deutsche Reich agitierten. Über Toulouse und Le Teil zog er mit Frau und Tochter weiter nach Annonay. Feidengruber betätigte sich, nachdem die Deutschen in Frankreich eingefallen waren, im „Travail allemand“, der zur Résistance gehörte, und versuchte Einfluss auf Wehrmachtssoldaten zu nehmen. Er hoffte, auf diese Weise ein früheres Ende des Krieges herbeiführen zu können, wurde aber von einem dieser Soldaten bei der Gestapo denunziert und 1943 verhaftet. Feidengruber wurde in Lyon inhaftiert, ehe er am 12. Januar 1944 in Paris wegen „Zersetzung der Wehrmacht“ zum Tode verurteilt und am 26. Januar 1944 auf dem Mont Valérien erschossen wurde. In der Siebeneichgasse in Heilbronn befindet sich seit 1984 eine Gedenktafel für Gottlob Feidengruber an einem Mauerrest des Klaraklosters. |      |
| Hofwiesenstraße 25 (Heilbronn-Sontheim)           | Arthur Kirchheimer             | Arthur Kirchheimer (* 11. Dezember 1890 in Berwangen; † in Riga-Jungfernhof) diente im Ersten Weltkrieg als Soldat und kehrte als Kriegsbeschädigter heim. Er heiratete Rosa Stein, die auch Flora genannt wurde. Am 24. Dezember 1920 wurde der Sohn Erich geboren. Die Familie zog bald darauf, spätestens 1925, nach Heilbronn, wo sie zuerst in der Sontheimer Straße 48, ab 1931 in der Solothurner Straße 23 und danach in der Solothurner Straße 7 wohnte. Dieser Wohnsitz ist für 1934 belegt. Bald darauf dürfte sie nach Sontheim gezogen sein. Arthur Kirchheimer betrieb eine Firma für Manufakturwaren. Nach der Reichspogromnacht war Arthur Kirchheimer einen Monat lang im KZ Dachau in Haft, danach zog er zu seiner Frau, die mittlerweile im Asyl in der Raiffeisenstraße 31 untergebracht war, und arbeitete dort als Hausmeister. Am 25. November 1940 wurden Arthur Kirchheimer und seine Frau – der Sohn war damals bereits in die USA ausgereist – in das „Judenhaus“ in der Frankfurter Straße 46 eingewiesen, am 26. November 1941 wurden sie deportiert. Sie kamen am 1. Dezember 1941 in Riga-Jungfernhof an; wann genau Arthur und Rosa Kirchheimer starben, ist unbekannt. |      |
| Hofwiesenstraße 25 (Heilbronn-Sontheim)           | Erich Kirchheimer              | Erich Kirchheimer (* 24. Dezember 1920 in Berwangen) war das einzige Kind von Arthur und Flora Rosa Kirchheimer. Er konnte am 19. April 1939 in die USA ausreisen. |      |
| Hofwiesenstraße 25 (Heilbronn-Sontheim)           | Flora Rosa Kirchheimer         | Flora Rosa Kirchheimer, geb. Stein (* 27. September 1892 in Freudental; † in Riga-Jungfernhof) war die Ehefrau von Arthur Kirchheimer und die Mutter von Erich Kirchheimer. Sie zog mit ihrer Familie etwa 1925 nach Heilbronn, wo Arthur Kirchheimer als Inhaber eines Manufakturwarengeschäfts arbeitete, ehe er nach der Reichspogromnacht für einen Monat in Dachau inhaftiert war. Am 21. November 1938, noch während der Haftzeit ihres Mannes, zog Flora Rosa Kirchheimer in das jüdische Altersheim in der Raiffeisenstraße 31, wohin ihr Arthur Kirchheimer nach seiner Haftentlassung folgte. Am 25. November 1940 musste das Ehepaar in ein sogenanntes „Judenhaus“ in der Frankfurter Straße 46 umziehen, am 26. November 1941 wurden Flora Rosa und Arthur Kirchheimer deportiert. Sie kamen am 1. Dezember 1941 in Riga-Jungfernhof an; wann genau sie gestorben sind, ist unbekannt. |      |
| Hohenloher Straße 15 (Heilbronn-Horkheim)         | Helene Künstler                | Helene Künstler, geb. Maier, (* 7. April 1908; † 1943 in Auschwitz) war eine Tochter von Mathilde und Louis Maier und wuchs in der Hohenloher Straße 15 (damals: Sontheimer Str. 15) in Horkheim auf. 1929 verlor sie ihre Eltern, 1936 zog sie nach Heilbronn, um als Haustochter zu arbeiten, und am 3. Februar 1938 heiratete sie Isaak Künstler, mit dem sie nach Prichsenstadt zog. Künstler wanderte am 1. Juli 1939 aus und überlebte das Dritte Reich in Australien. Warum seine Ehefrau in Deutschland blieb, ist nicht bekannt. Sie zog 1939 ins jüdische Altersheim in Heilbronn-Sontheim, um dort zu arbeiten. In der Reichspogromnacht wurde das Heim demoliert und 1940 musste das Gebäude geräumt werden. Helene Künstler zog nach Horkheim in ihr elterliches Haus zurück, von wo sie am 22. August 1942 nach Theresienstadt deportiert wurde. Von dort wurde sie am 29. Januar 1943 ins Vernichtungslager Auschwitz transportiert und wie ihre Schwester Johanna ermordet. |      |
| Hohenloher Straße 15 (Heilbronn-Horkheim)         | Johanna Maier                  | Johanna Maier (* 23. Oktober 1902; † 1943 in Auschwitz) war eine Tochter von Mathilde und Louis Maier. Sie wuchs in Horkheim auf und war nach dem Tod ihrer Eltern zusammen mit ihrem Bruder Max Besitzerin des elterlichen Betriebs, eines Viehhandels. 1937 musste die Viehhandlung aufgegeben werden, ab 1938 arbeitete Johanna Maier im israelitischen Altersheim in Sontheim. Zuvor hatte sie eine Stelle als Hausangestellte bei der Familie Victor in der Bismarckstraße 27 in Heilbronn gehabt. Das Altersheim musste 1940 geräumt werden; Johanna Maier zog in ihr Elternhaus zurück, wo sie lebte, bis sie am 22. August 1942 nach Theresienstadt deportiert wurde. Wie ihre Schwester Helene Künstler wurde sie am 29. Januar 1943 ins Vernichtungslager Auschwitz verbracht und kam dort um. |      |
| Hohenloher Straße 15 (Heilbronn-Horkheim)         | Margot Maier                   | Margot Maier (* 5. März 1935; † 1941 bei Riga) war die Tochter von Selma und Max Maier. Sie wurde zusammen mit ihren Eltern am 28. November 1941 vom Heilbronner Hauptbahnhof aus abtransportiert und am 1. Dezember desselben Jahres von Stuttgart aus nach Riga verschickt, wo sie ermordet wurde. |      |
| Hohenloher Straße 15 (Heilbronn-Horkheim)         | Max Maier                      | Max Maier (* 24. April 1899; † 1941 bei Riga) war einer der zwei Söhne des Viehhändlers Louis Maier und seiner Ehefrau Mathilde. Sein Bruder Karl erschoss sich im Jahr 1922 im Alter von 21 Jahren; sein Grab befindet sich auf dem israelitischen Friedhof in Heilbronn-Sontheim. Max Maier kämpfte ab 1918 im Ersten Weltkrieg. Nachdem seine Eltern beide 1929 verstorben waren, gehörte ihm und seiner unverheirateten Schwester Johanna der Betrieb. Nach seiner Eheschließung mit Selma Sichel am 11. Mai 1933 wurde diese als Inhaberin des Viehhandels eingetragen, Max Maier fungierte als Geschäftsführer. 1935 wurde die Tochter Margot geboren. 1937 musste Maier, mehrfach vorbestraft, den Offenbarungseid leisten, zuvor hatte er einige Zeit in Schutzhaft verbracht. Er arbeitete nun als Tagelöhner. Am 28. November 1941 wurde er mit Frau und Tochter vom Heilbronner Hauptbahnhof aus abtransportiert. Am 1. Dezember desselben Jahres erfolgte die Deportation nach Riga, wo die Familie ermordet wurde. |      |
| Hohenloher Straße 15 (Heilbronn-Horkheim)         | Selma Maier                    | Selma Maier, geb. Sichel, (* 20. Oktober 1901 in Grünsfeld; † 1941 bei Riga) war die Tochter eines Viehhändlers. Am 11. Mai 1933 heiratete sie Max Maier; 1935 kam die Tochter Margot zur Welt. Nachdem Max Maier seine Viehhandlung hatte aufgeben müssen, ernährte er die Familie als Taglöhner. Selma Maier wurde wie ihre Tochter und ihr Mann am 28. November 1941 vom Heilbronner Hauptbahnhof aus abtransportiert und von Stuttgart aus am 1. Dezember 1941 nach Riga deportiert, wo sie ermordet wurde. |      |
| Hundsbergstraße 41/1                              | Emma Pakscher                  | Emma Pakscher, geb. Meyerhof (* 23. August 1865 in Hildesheim; † 14. April 1943), war das älteste Kind des Ehepaars Albert und Lina Meyerhof. Aus ihrer Ehe mit dem Kaufmann Max Pakscher ging die Tochter Alice Irene hervor, die 1912 den Juristen Hans Pfleiderer heiratete, mit dem sie drei Kinder bekam. Bei dieser Familie lebte Emma Pakscher, nachdem ihr Mann gestorben war, in der Hundsbergstraße 41/1. Pfleiderer konnte die Deportation seiner Schwiegermutter einige Male aufschieben lassen. Der Amtsgerichtsdirektor wurde allerdings als „jüdisch versippt“ 1936 vorzeitig in den Ruhestand versetzt. Der letzte Deportationsbefehl für den 16. April 1943 nach Theresienstadt ließ sich nicht mehr abwenden. Zwei Tage vor dem Termin nahm sich Emma Pakscher im Alter von 76 Jahren das Leben. |      |
| Hundsbergstraße 41/1                              | Alice Pfleiderer               | Alice Irene Pfleiderer, geb. Pakscher (* 4. September 1891; † 6. Juli 1980) war die Tochter des Ehepaares Max und Emma Pakscher. Sie heiratete 1912 den Juristen Hans Pfleiderer, der 1926 Amtsgerichtsdirektor in Heilbronn wurde. Aus der Ehe mit Pfleiderer gingen drei Kinder hervor. Sohn Hellmut legte 1931 das Abitur ab und studierte danach Jura. Er wurde ebenso wie sein Bruder Gerhard nach Leimbach deportiert, wo er in einem Kupferbergwerk arbeiten musste. Im April 1945 wurden die Brüder, die seit November 1944 Zwangsarbeit geleistet hatten, von den Amerikanern befreit. Ihre Schwester Hilde Pfleiderer überlebte das Dritte Reich nicht. Sie wurde, als sie an einer Rippenfellentzündung litt, als Halbjüdin nicht ins Krankenhaus aufgenommen. Am 26. Februar 1938 starb sie in einer Privatklinik an einer Blutvergiftung. Alice Irene Pfleiderer wurde am 23. Januar 1944 Witwe. Als sie im Februar 1945 mit dem letzten Transport nach Theresienstadt deportiert werden sollte, wurde sie von ihrem Nachbarn, Dr. Carl Feyerabend, gerettet, der sie bis zum Kriegsende in seinem Keller versteckte. |      |
| Innsbrucker Straße 31                             | Julius Henle                   | Julius Henle (* 27. Januar 1886 in Lehrensteinsfeld; † in Riga) betrieb zusammen mit seinem Bruder Moritz Henle in der Klarastraße 6 eine Herrenmaßschneiderei. 1933 wurde er im „Braunen Haus“ in der Wilhelmstraße 1 mit Stahlruten krankenhausreif geprügelt. Nach der Reichspogromnacht wurde das Geschäft der Brüder Henle verwüstet. Julius Henle war im Jahr 1941 in der Badstraße 10 untergebracht. Er war damals 54 Jahre alt und im Arbeitseinsatz tätig. Am 26. November 1942 wurde er deportiert. Er wurde in Riga ermordet. |      |
| Innsbrucker Straße 31                             | Moritz Henle                   | Moritz Henle (* 2. Januar 1885 in Lehrensteinsfeld; † 26. März 1942 in Riga) betrieb zusammen mit seinem Bruder Julius eine Herrenmaßschneiderei in der Klarastraße 6. Dieses Haus gehörte den Brüdern Henle, bis sie es weit unter Wert verkaufen mussten. Die Familien Henle und Stein – Moritz Henle war mit Frida Steins Tochter Sofie Flora verheiratet – lebten in der Staufenbergstraße, die 1938 in Innsbrucker Straße umbenannt wurde, im Haus Nr. 31. 1938 wurde das Geschäft der Brüder Henle verwüstet. Moritz Henle war im Jahr 1941 in der Badstraße 10 untergebracht. Er war damals 56 Jahre alt und im Arbeitseinsatz tätig. Er wurde wie seine Frau und sein Bruder am 26. November 1942 deportiert. Moritz Henle wurde in Riga ermordet. |      |
| Innsbrucker Straße 31                             | Sofie Flora Henle              | Sofie Flora Henle (geb. Stein, * 6. Februar 1891; † 26. März 1942 bei Riga) war die Tochter von Frida und Maier Stein und die Ehefrau von Moritz Stein. Sie wurde in der Badstraße 10 untergebracht und zur Zwangsarbeit verpflichtet und am 26. November 1941 deportiert. Sie wurde bei Riga ermordet. |      |
| Innsbrucker Straße 31                             | Frida Stein                    | Frida Stein (geb. Wollenberger, * 11. November 1869; † in Treblinka oder Maly Trostinec) war mit Maier Stein verheiratet, der Chorleiter in der Heilbronner Synagoge war. Das Ehepaar bekam einen Sohn namens Ludwig, der am 6. April 1918 im Ersten Weltkrieg fiel, und die Tochter Sofie Flora, die Moritz Henle heiratete. Die Familie lebte in der Staufenbergstraße (ab 1938: Innsbrucker Straße) 31, das Frida und Maier Stein gehörte. Sie mussten es deutlich unter Wert verkaufen. Maier Stein, der Chorleiter in der Synagoge gewesen war, starb am 13. September 1941. Seine Witwe Frida wurde am 23. März 1942 nach Haigerloch gebracht. Am 22. August desselben Jahres wurde sie nach Theresienstadt deportiert. Auf dem ihr gewidmeten Stolperstein wird als Todesort das Vernichtungslager Maly Trostinec angegeben; mittlerweile nimmt man allerdings an, dass sie in Treblinka ermordet wurde. Ihr genaues Todesdatum konnte nicht ermittelt werden. |      |
| Kaiserstraße 34                                   | Otto Igersheimer               | Otto Igersheimer (* 1879 in Heilbronn; † 1942 in Auschwitz) war seit dessen Gründung am 27. Dezember 1909 Prokurist des Heilbronner Bankvereins gewesen und rückte 1930 nach dem Tod von Abraham Gumbel zum Direktor auf. Am 25. April 1933 musste er nach einer antisemitischen Aktion diesen Posten verlassen. Danach arbeitete er als Gemeinde- und Stiftungspfleger der jüdischen Gemeinde Heilbronn; später betreute er auch die Beratungsstelle für Fürsorge und Unterstützungswesen der jüdischen Gemeinde Heilbronn a. N. Am 20. Mai 1942 wurde er nach Oberdorf deportiert, von dort aus in das Vernichtungslager Auschwitz, wo er ermordet wurde. Der Stolperstein liegt an der Adresse seiner einstigen Arbeitsstätte; sein Wohnhaus in der Karlstraße 43 musste er unter Wert verkaufen. |      |
| Karlstraße 13                                     | Elsa Schloss                   | Elsa Schloss (geb. Lemberger, * 1891 in Rexingen; † in Riga) wurde 1930 zweite Ehefrau des Synagogenverwalters, Religionslehrers und Schochets Siegfried Schloss. Sie musste 1936 mit ihrem Mann und dessen Tochter Fanny in die Gustloffstraße (heute Weststraße) 53 ziehen; ab 1938 oder 1939 war die Familie in der Frankfurter Straße 46 untergebracht. Elsa Schloss und ihr Mann wurden am 26. November 1941 in das Sammellager auf dem Killesberg gebracht und am 1. Dezember 1941 nach Riga deportiert. Vermutlich kamen sie bei einer Massenerschießung um. Als Todesdatum wurde behördlich der 8. Mai 1945 festgelegt. |      |
| Karlstraße 13                                     | Siegfried Schloss              | Siegfried Schloss oder Schloß (* 12. Juli 1882 in Aufseß; † in Riga) war ausgebildeter Lehrer. Er arbeitete unter anderem in Oberlahnstein als Lehrer, Vorbeter und Schochet. Mit seiner ersten Frau Amanda Frank bekam er die Kinder Erich Josef (* 1909), Fanny (* 1912) und Elfriede (* 1922). 1921 zog die Familie nach Heilbronn; sie wohnte zunächst in der Dammstraße 42 und ab 1929 in der Karlstraße 13. Nachdem seine erste Frau gestorben war, heiratete Schloss 1930 Elsa Lemberger. Siegfried Schloss arbeitete als Synagogenverwalter, Religionslehrer und Schochet. Im März 1933 zwangen Mitglieder der NSDAP ihn, mit dem Schächtmesser in der Hand vom Schlachthof zum „Braunen Haus“ in der Fleiner Straße zu gehen, wo er dann schwer misshandelt wurde. Der Sohn eines Heilbronner Metzgermeisters rettete ihn aus dieser Situation. Schloss’ Sohn Erich emigrierte 1933 nach Palästina, Tochter Elfriede 1940 in die USA. Die andere Tochter, Fanny, verlor 1935 ihre Stellung als Sekretärin in der Zigarrenfabrik Anselm Kahn, musste 1936 mit den Eltern in ein sogenanntes Judenhaus ziehen und emigrierte 1939 in die USA. Siegfried Schloss hatte nach Verlust seiner Arbeitsplätze kein Einkommen mehr und war auf die Armenunterstützung der Gemeinde angewiesen. Ab 1941 musste er Zwangsarbeit leisten. Er wurde wie seine Frau am 26. November 1941 nach Stuttgart gebracht und am 1. Dezember 1941 nach Riga deportiert, wo er vermutlich bei einer Massenerschießung ums Leben kam. Behördlich wurde der Todestag auf den 8. Mai 1945 festgelegt; wahrscheinlich fiel das Ehepaar Schloss aber der Erschießung vom 26. März 1942 zum Opfer. |      |
| Karlstraße 37                                     | Dora Karlsruher, geb. Klein    | |      |
| Karlstraße 37                                     | Gustav Karlsruher              | |      |
| Kirchbrunnenstraße 23 (früher 9 1/2)              | Betty Weiss                    | |      |
| Klarastraße 6                                     | Eugenie Luise Rosenthal        | Eugenie Luise Rosenthal († 1. Dezember im KZ Jungfernhof in Riga) war zeitweise im Judenhaus in der Moltkestraße 27 untergebracht. Sie war die Tochter des Ehepaares Max und Emma Rosenthal. Die Familie lebte in der Klarastraße 6, bis 1938 die Wohnung demoliert wurde und sie in das Judenhaus umziehen musste. Eugenie Luise Rosenthal, genannt Gina, versuchte 1939 nach England zu emigrieren; sie kündigte ihre Ankunft am Bahnhof Liverpool Street im April 1939 ihrer 1937 emigrierten Cousine Alice Schwab, geb. Rosenthal, an, stieg aber aus unbekannten Gründen in Köln aus dem Zug und fuhr nach Heilbronn zurück, wo die Familie in verschiedene Quartiere eingewiesen wurde, ehe Eugenie Luise Rosenthal am 26. November 1941 deportiert wurde. Sie starb im KZ Jungfernhof. |      |
| Klarastraße 6                                     | Max Rosenthal                  | Max Rosenthal (* 26. September 1872 in Heilbronn; † in Maly Trostinec oder Treblinka) war zeitweise im Judenhaus in der Moltkestraße 27 untergebracht. Max Rosenthal war ein Sohn von Jacob und Betty Rosenthal. Er arbeitete als Weinhändler und war Teilhaber der Weingroßhandlung Max Rosenthal und Josef Dornacher, die in der Götzenturmstraße 43 ansässig war. Dieses Haus gehörte der Familie Rosenthal. 1938 wurde Max Rosenthal gezwungen, den Weinhandel aufzugeben und einen Teil seiner Immobilien zu verkaufen. Im November desselben Jahres wurde die Schneiderei Henle in der Klarastraße 6 und die Wohnung der Familie Rosenthal, die sich im selben Haus befand, von Nazis demoliert. Max Rosenthal musste mit seiner Frau Emma, geb. Schloss, und seiner Tochter Eugenie Luise („Gina“) in die Moltkestraße 27 ziehen. Ein Versuch der Frau und der Tochter Max Rosenthals, nach England zu emigrieren, wie es Max Rosenthals jüngerer Bruder Ludwig mit seiner Tochter Alice getan hatte, misslang 1939. Die Familie musste noch mehrmals das Quartier wechseln. Emma Rosenthal starb im Jahr 1941. Max Rosenthal wurde 1942 nach Haigerloch deportiert, später nach Theresienstadt und schließlich nach Maly Trostinec oder Treblinka. |      |
| Klingenberger Straße 74                           | Dr. med. Ludwig Essinger       | Dr. Essinger (* 9. Januar 1881 in Heilbronn; † 5. April 1942 in Sontheim) war ein Sohn des Geschäftsmannes Isidor Essinger, der ein Aussteuer- und Wäschegeschäft hatte, und dessen Ehefrau Berta. Er legte am Karlsgymnasium 1899 das Abitur ab, studierte in München Medizin und erlangte 1905 mit einer Arbeit Über die Wirkung photodynamischer fluorescierender Stoffe auf Fadenpilze den Doktorgrad. Anschließend studierte er noch zwei Semester Zahnmedizin. Ab 1908 arbeitete er als approbierter Arzt in Böckingen. Wohl seit diesem Zeitpunkt hatte er seinen Wohnsitz in der Frankenbacher Straße 21 (heute Klingenberger Straße 74). In diesem Haus betrieb der Besitzer Emil Mogler eine Weinwirtschaft und Metzgerei. Essinger war im Ersten Weltkrieg Stabsarzt und wurde mehrfach ausgezeichnet, später arbeitete er wieder in Böckingen als Arzt und Geburtshelfer. Spätestens seit 1920 lebte seine Mutter Berta mit in dem Haushalt des Junggesellen, dessen nichtjüdische Haushälterin Friederike Burkhardt zugleich seine Arzthelferin war und bis 1942 bei ihm blieb, obwohl er schon am 22. April 1933 seine Kassenzulassung und am 30. September 1938 die Approbation verloren hatte und nur noch jüdische Patienten behandeln durfte. In der Nacht nach der Reichspogromnacht wurde seine Wohnung Ziel antisemitischer Angriffe. Am 15. Dezember 1938 zog er in die Roßkampffstraße 21. Wahrscheinlich wollte er die Praxis Dr. Willi Flegenheimers übernehmen. Doch schon wenige Monate später musste er in die Bergstraße 2 umziehen, wo er sich mit der Familie Kirchhausen eine Wohnung teilte. Seinen Arbeitseinsatz musste er als Straßenfeger leisten. Am 7. Januar wurde er im Haus Picard in Sontheim untergebracht; Ziel war seine Deportation. Dieser kam er durch seinen Freitod zuvor. Dr. Ludwig Essinger wurde auf dem jüdischen Friedhof Sontheim bestattet. Das Grab wurde damals nicht gekennzeichnet. Seit 1991 ist eine Straße in Böckingen nach ihm benannt. |      |
| Lammgasse 39                                      | Julius Stern                   | Julius Stern (* 1. Februar 1900 in Heilbronn, † in Berlin) war Packer von Beruf. Er wurde am 1. Juni 1941 deportiert, Stationen waren Heggbach, Zwiefalten und Berlin, wo er in einem jüdischen Krankenhaus, möglicherweise in Wilmersdorf, starb. |      |
| Lammgasse 39                                      | Sofie Stern                    | Sofie Stern (* 9. Januar 1901 in Heilbronn; † 14. oder 24. Juni 1938 ebenda) lebte als Hausfrau in der Lammgasse. Sie wählte 1938 den Freitod. |      |
| Mönchseestraße 82                                 | Bertha Eisenmann               | Bertha Eisenmann (* 7. September 1870 in Baisingen; † im Vernichtungslager Maly Trostinez) wohnte von 1906 bis 1939 in der Mönchseestraße 82/1. Sie war eine Cousine des Rechtsanwalts Siegfried Gumbel, der ihr und ihrer Familie nach der Kündigung des Mietvertrags eine Unterkunft in der Uhlandstraße 11, seinem Elternhaus, verschaffte. Nach der Deportation der Tochter Stefanie Eisenmann und des Sohnes Fritz Bernhard Eisenmann 1941 blieb Bertha Eisenmann dort allein zurück. Im Dezember 1941 wurde sie in das sogenannte Judenhaus in der Badstraße 10 umquartiert, im März 1942 nach Tigerfeld. Nach der Deportation nach Theresienstadt wurde Bertha Eisenmann am 26. September in das Vernichtungslager Maly Trostinez gebracht. Ihre Tochter Clara Wassermann überlebte das Dritte Reich. |      |
| Mönchseestraße 82                                 | Fritz Bernhard Eisenmann       | Fritz Bernhard Eisenmann (* 15. Juni 1895; † 26. März 1942 in Riga) arbeitete als Prokurist in Berlin, bis er 1934 entlassen wurde. Danach arbeitete er in seiner Heimatstadt im Büro der Firma Heilbronner. Am 8. November 1938 wurde er dort verhaftet und ins KZ Dachau gebracht, von wo er als ehemaliger Frontsoldat einige Wochen später zurückkehrte. Danach war er im Arbeitseinsatz im Steinbruch am Jägerhaus. Am 28. November 1941 wurde er von der Uhlandstraße 11 aus ins Sammellager nach Stuttgart gebracht und am 1. Dezember 1941 wurde er nach Riga transportiert. Dort wurde er am 26. März 1942 erschossen. |      |
| Mönchseestraße 82                                 | Stefanie Eisenmann             | Stefanie Eisenmann (* 26. Mai 1893; † 26. März 1942 in Riga) war die Zwillingsschwester von Clara Wagemann, geb. Eisenmann. Sie war die einzige Jüdin im württembergischen Bahndienst und wurde nach 22-jähriger Tätigkeit 1934 entlassen. Am 28. November 1941 wurde sie von der Uhlandstraße 11 aus ins Sammellager nach Stuttgart gebracht, am 1. Dezember desselben Jahres wurde sie nach Riga deportiert. Dort wurde sie am 25. März 1942 erschossen. |      |
| Moltkestraße 16                                   | Hans Eduard Eisig              | Hans Eduard Eisig (* 1923; † 8. November 1943 in Auschwitz) lebte mit seinen Eltern Hermann und Melitta Eisig ab 1936 in der Moltkestraße 16, zuvor in der Uhlandstraße 7. Er besuchte in Heilbronn die Grundschule und dann die Oberrealschule und hatte die Absicht, diese an Ostern 1939 mit der Mittleren Reife zu verlassen, nachdem er fünf Jahre Französisch- und drei Jahre Lateinunterricht erhalten hatte. Englisch lernte er privat. Hans Eduard Eisig spielte Violine und trat bei Konzerten des Heilbronner Kulturbundorchesters auf. Er sollte 1939 seinem Onkel Wilhelm und seiner Tante Selma nach England folgen, wo er einen technischen Beruf erlernen wollte. Dabei versuchten ihn das „Movement for the Care of Children from Germany“, das israelitische Fürsorgeamt Stuttgart und der Bund israelitischer Wohlfahrtsvereinigungen zu unterstützen und es wurde eine Ausbildungsstelle bei Walton & Brown Ltd. für ihn gefunden. Doch aus Geldmangel konnte Hans Eduard Eisig, der sich 1939 bei seiner Großmutter Helene Eisig in Stuttgart aufhielt, nicht auswandern. Man schickte ihn später nach Berlin-Charlottenburg. Am 8. November 1943 wurde er nach Auschwitz deportiert und noch am Tag seiner Ankunft ermordet. |      |
| Moltkestraße 16                                   | Hermann Eisig                  | Hermann Eisig (* 23. Dezember 1888 in Heilbronn; † 1. Dezember 1941 in Riga) war ein Sohn von Eduard und Helene Eisig und heiratete Melitta Vogel aus Tauberbischofsheim. Zusammen mit seinem Bruder Wilhelm Eisig übernahm Hermann Eisig die elterliche Firma „Eisig & Marx, Gewürze- und Gedärmeimport“, die ihren Sitz in der Bergstraße 7 und eine weitere Niederlassung in Stuttgart hatte. Bis 1936 lebte die Familie in der Beletage der Uhlandstraße 7, dann zog sie in die Moltkestraße 16 um. Nachdem 1939 die Firma der Familie „arisiert“ worden war, emigrierte Wilhelm Eisig mit seiner Ehefrau Selma nach England und zog später weiter in die USA. Man versuchte noch, Wilhelm Eisigs Neffen Hans-Eduard nach England nachzuholen, wo er eine Stelle als Auszubildender erhalten hätte, doch glückte dies nicht. Hermann Eisig und seine Ehefrau wurden 1939 gezwungen, in die Badstraße 22 zu ziehen; 1940 musste Hermann Eisig als Straßenarbeiter arbeiten, im selben Jahr übernahm er die Arbeit von Julius Kirchhausen, Auswanderungspapiere für Juden aus dem württembergischen Unterland und aus Baden zu besorgen und bei der Auswanderung zu helfen. Am 26. November 1941 wurden Hermann Eisig und seine Ehefrau nach Riga deportiert, wo sie am 1. Dezember desselben Jahres ermordet wurden. |      |
| Moltkestraße 16                                   | Melitta Eisig                  | Melitta Eisig (* 26. Oktober 1895 in Tauberbischofsheim; † 1. Dezember 1941 in Riga) war die Ehefrau von Hermann Eisig und die Mutter von Hans-Eduard Eisig. Sie lebte mit ihrer Familie zunächst in der Uhlandstraße 7 und ab 1936 in der Moltkestraße 16, musste 1939 in die Badstraße 22 ziehen und wurde am 26. November 1941 nach Riga deportiert, wo sie wenige Tage später ermordet wurde. |      |
| Moltkestraße 23                                   | Nanny Steigerwald              | Nanny Steigerwald, geb. Heilbronner (* 7. März 1898 in Heilbronn; † 5. April 1942 in Litzmannstadt) heiratete Siegfried Steigerwald, mit dem sie die Töchter Suse (* 1921) und Edith (* 1922) bekam. In den frühen 1920er Jahren zog die junge Familie in die Moltkestraße 23. Siegfried Steigerwald betrieb zusammen mit seinen Brüdern Julius und Oskar die Likörfabrik Steigerwald AG, die Louis Steigerwald 1869 gegründet hatte und die ab 1936 nach und nach „arisiert“ wurde. Ende 1937 hatte Siegfried Steigerwald seinen Anteil an eine Heilbronner Bank abgegeben. Im August 1938 zog er mit seiner Frau und der Tochter Suse nach Berlin, wohingegen Edith Steigerwald bereits 1937 nach England emigriert war, wo sie einen Herrn Hatfield heiratete. Suse Steigerwald heiratete einen Berliner namens Aufrecht und emigrierte 1940 ebenfalls. Die Eltern blieben in Berlin zurück. Nanny Steigerwald und ihr Mann wurden am 24. Oktober 1941 nach Lodz/Litzmannstadt deportiert. Dort wurde Nanny Steigerwald am 5. April 1942 ermordet. |      |
| Moltkestraße 23                                   | Siegfried Steigerwald          | Siegfried Steigerwald (* 11. September 1881 in Heilbronn; † 27. Februar 1942 in Litzmannstadt) war ein Sohn von Louis und Karoline Steigerwald, geb. Löwengardt. Er stammte aus der zweiten Ehe seines Vaters und hatte vier Vollgeschwister und einen Halbbruder. Die Familie lebte in der Kurzen Straße 1, wo auch die Firma des Vaters ihren Sitz hatte. Mit seiner Ehefrau Nanny, geb. Heilbronner, bekam Siegfried Steigerwald die Töchter Suse und Edith, die während des Dritten Reichs emigrierten und so die Zeit des Nationalsozialismus überlebten. Siegfried Steigerwald selbst gab 1937 seine Anteile an der Likörfabrik Steigerwald AG, die später unter dem Namen Lucca weitergeführt wurde, an eine Heilbronner Bank ab. Danach zog er mit Frau und Tochter Suse nach Berlin. Am 24. Oktober 1941 wurde er mit seiner Ehefrau nach Lodz/Litzmannstadt deportiert, wo er am 27. Februar 1942 ermordet wurde. |      |
| Moltkestraße 23                                   | Hermann Stern                  | Hermann Stern (* 30. August 1910; † 19. April 1943 in Auschwitz) war der jüngere Sohn des Ehepaars Meta und Max Stern und lebte bei seinen Eltern in der Moltkestraße 23. Er wurde zusammen mit diesen in ein sogenanntes „Judenhaus“ in der damaligen Braunauer Straße (heute: Rollwagstraße) 12 umgesiedelt, wurde aber später von seinen Eltern getrennt. Ab März 1942 leistete er Zwangsarbeit beim „Pillgram Holzkommando“ in Jakobsdorf bei Berlin. Er wurde nach Auschwitz deportiert und dort am 19. April 1943 ermordet. Das Schicksal seines älteren Bruders (* 24. Oktober 1907) ist derzeit (Stand: Juli 2016) nicht bekannt. |      |
| Moltkestraße 23                                   | Max Stern                      | Max Stern (* 29. April 1867 in Heilbronn; † 5. September 1942) war der dritte Sohn von Samuel Simon und Wilhelmine Stern, geb. Kirchheimer. Mit seiner Ehefrau Meta, geb. Gunzenhausen, bekam er die Söhne Siegfried (* 1907) und Hermann (* 1910). Er betrieb in der Moltkestraße eine Getreide- und Futtermittelgroßhandlung. Die Familie wohnte im Erdgeschoss des Hauses Nr. 23, bis sie in ein sogenanntes „Judenhaus“ in der Rollwagstraße (damals Braunauer Straße) 12 umziehen musste. Später folgte ein weiterer Umzug in ein anderes „Judenhaus“ in der Badstraße 10. Dort lebte Max Stern mit seiner Ehefrau bis zum 27. März 1942. Das Ehepaar wurde über Haigerloch nach Theresienstadt deportiert, wo Max Stern am 5. September 1942 umkam. |      |
| Moltkestraße 23                                   | Meta Stern                     | Meta Stern, geb. Gunzenhausen (* 21. Januar 1878 in Mergentheim; † in Theresienstadt) war die Ehefrau des Futtermittelhändlers Max Stern, mit dem sie die Söhne Siegfried (* 1907) und Hermann (* 1910) bekam. Zwischen 1936 und 1938 wurde das Ehepaar in ein „Judenhaus“, das in der heutigen Rollwagstraße 12 stand, umgesiedelt, später in die Badstraße 10. Am 27. März 1942 wurden Meta und Max Stern nach Haigerloch und danach nach Theresienstadt deportiert. Dort kam Meta Stern am 8. Mai 1942 ums Leben. |      |
| Mozartstraße 8                                    | Heinz Vollweiler               | Heinz Vollweiler (* 1918; †) war ein Sohn des Ehepaares Salomon und Klara Vollweiler. Er wanderte 1940 nach Großbritannien aus und änderte seinen Vornamen in Henry. Er heiratete Pepy Rennert. |      |
| Mozartstraße 8                                    | Herbert Vollweiler             | Herbert Vollweiler (* 1920; †) war der jüngste Sohn des Wein- und Spirituosenhändlers Salomon Vollweiler und seiner Ehefrau Klara, geb. Stern. Er emigrierte 1938 in die USA. Herbert Vollweiler heiratete Hannelore Regenstein aus Mannheim. |      |
| Mozartstraße 8                                    | Klara Vollweiler               | Klara Vollweiler (* um 1880; † in Auschwitz oder Izbica) lebte an verschiedenen Adressen in Heilbronn. Sie war die Ehefrau des Wein- und Spirituosenhändlers Salomon Vollweiler und wurde wie dieser 1942 deportiert. Über ihre genauen Todesumstände ist nichts bekannt. |      |
| Mozartstraße 8                                    | Martha Vollweiler              | Martha Vollweiler (* 1912; † 1985 oder später) war das älteste Kind von Klara und Salomon Vollweiler. Sie wanderte im Alter von 26 Jahren über Schweden in die USA aus. Martha Vollweiler heiratete Rolf Weinheimer aus Aschaffenburg und lebte mindestens bis 1985. |      |
| Mozartstraße 8                                    | Salomon Vollweiler             | Salomon Vollweiler (* 1875; † in Izbica) lebte wie Klara Vollweiler an verschiedenen Adressen in Heilbronn: Sichererstraße 9, Moltkestraße 27 und Bismarckstraße 3 sowie Mozartstraße 8. Salomon Vollweiler stammte aus Berwangen bei Sinsheim. Spätestens ab 1908 war er Kaufmann in Heilbronn. Er heiratete Klara Stern aus Schopfloch bei Dinkelsbühl. Die drei Kinder Martha, Heinz und Herbert wurden 1912, 1918 und 1920 geboren. Die Familie lebte vom Wein- und Spirituosenhandel Salomon Vollweilers, der sein Geschäft zunächst in der Sichererstraße 9 und ungefähr ab 1920 in der Mozartstraße 8 hatte. Salomon Vollweiler wurde zusammen mit seiner Frau am 24. April 1942 von der Bismarckstraße 3a aus nach Izbica deportiert, wo der Transport am 26. April 1942 ankam. Wann und wie das Ehepaar umkam, ist unbekannt. Salomon und Klara Vollweiler wurden nach dem Krieg für tot erklärt. |      |
| Oststraße 42                                      | Hedwig Eisig                   | Hedwig Eisig (geb. Strauss, * 19. Januar 1879 in Heilbronn; † in Riga) war das einzige Kind des Ehepaars Max und Karoline Strauss, geb. Gerst. Sie heiratete den Kaufmann Wilhelm Eisig, mit dem sie in einer Mietwohnung in der Schillerstraße 90 lebte. Dem Ehepaar gehörte das Haus Kaiserstraße 6. Dort betrieb Wilhelm Eisig, der am 8. Mai 1927 starb, ein Geschäft für Damenkonfektion. Nachdem sie ihren Mann verloren hatte, zog Hedwig Eisig in die Moltkestraße 20. Das Geschäft in der Kaiserstraße mietete Adolf Oppenheimer. Er betrieb dort ab 1931 „Spiers Schuhwarenhaus“, verstarb aber schon im Jahr darauf. Seine Witwe Thekla gab das Geschäft 1934 nach Judenboykotten auf; sie wurde 1941 deportiert und kam in Riga um. Hedwig Eisig war bis 1938 oder 1939 im Besitz des Hauses, in dem das Schuhwarenhaus als Salamander-Filiale von Fritz Wacker weitergeführt wurde. Nach dem Zwangsverkauf an die Stadt Heilbronn wurde das Haus an den Bürgermeister Hugo Kölle vermietet. Hedwig Eisig zog 1936 in die Oststraße 42 in ein Haus, das der Damenschneider Karl Laut hatte bauen lassen. Am 30. September 1941 wurde sie in der Klettstraße 5 untergebracht und am 26. November desselben Jahres deportiert und in Riga ermordet. |      |
| Parkstraße 33                                     | Julie Israel                   | Julie Israel (* 2. Dezember 1871 in Ernsbach; † 1. Januar 1943 in Theresienstadt) wurde am 20. August 1942 vom Jüdischen Altersheim in Sontheim aus zum Sammellager auf dem Killesberg gebracht und am 22. August 1942 nach Theresienstadt deportiert. Sie war eine Tochter des Salomon Israel, der 1889 die Schuhfabrik Wolko gegründet hatte. Im Gegensatz zu den meisten Mitgliedern ihrer weit verzweigten Familie emigrierten sie und ihre Schwester Rosalie nicht, sondern verblieben bis zur Zwangsumsiedlung in der Firmenvilla in der Hermann-Wolf-Straße 9 in Sontheim. Am 20. November 1940 mussten sie in die Lauffener Straße 12 umziehen, wo sie verblieben, bis sie am 20. August 1942 abtransportiert wurden – eine der beiden Schwestern musste mit einer Bahre auf den Leiterwagen gehoben werden, auf dem die alten Menschen befördert wurden. Zur Erinnerung an Julie und Rosalie Israel wurde nach dem Ende des Dritten Reiches auf dem Grabstein ihrer Eltern Salomon und Babette Israel auf dem jüdischen Friedhof in Sontheim eine Inschrift angebracht, laut der sie beide 1944 in Theresienstadt gestorben sein sollen. |      |
| Parkstraße 33                                     | Rosalie Israel                 | Rosalie oder Rosa Israel (* 24. November 1877 in Öhringen; † 27. November 1942 in Theresienstadt) wurde wie ihre Schwester Julie am 20. August 1942 vom Jüdischen Altersheim in Sontheim aus zum Sammellager auf dem Killesberg gebracht und am 22. August 1942 nach Theresienstadt deportiert. |      |
| Paulinenstraße 31                                 | Fanny Kirchhausen              | Fanny oder Anny oder Anni Kirchhausen († in Riga) war 1941 noch im Arbeitseinsatz. Damals war sie 50 Jahre alt und in der Bergstraße 2 untergebracht. |      |
| Paulinenstraße 31                                 | Max Kirchhausen                | Max Kirchhausen († in Riga) war 1941 im Arbeitseinsatz. Der damals Siebzehnjährige war in der Bergstraße 2 untergebracht. |      |
| Paulinenstraße 31                                 | Sally Kirchhausen              | |      |
| Pestalozzistraße 31                               | Willi Fröhle                   | Willi oder Wilhelm Fröhle (* 14. Juli 1898 in Schöntal; † 22. Juni 1944 in Stuttgart) war gelernter Kaufmann und ab 1931 Mitglied der NSDAP. Nach der Machtübernahme der Nationalsozialisten wurde er Geschäftsführer des Heilbronner Siedlungsvereins. Fröhle, der schon den Ersten Weltkrieg als Soldat mitgemacht hatte, war von 1939 bis 1940 im Sudetenland bei der Luftwaffe im Einsatz, ehe er durch einen Unfall dienstuntauglich wurde. Ab 1941 arbeitete er in der Armaturenfabrik Franz Schneider in Nordheim. Dort fiel Fröhle, der sich offenbar schon seit längerer Zeit von der NSDAP entfremdet hatte, durch regimefeindliche Äußerungen und freundlichen Umgang mit den französischen Kriegsgefangenen im Betrieb auf. Nachdem er 1943 einer Mitarbeiterin gegenüber geäußert hatte, in sechs Wochen werde der Krieg zu Ende sein und in Heilbronns Straßen werde dann Blut fließen, wurde er denunziert und am 6. September desselben Jahres verhaftet. Er wurde aus der Partei ausgeschlossen und am 17. März 1944 vom Volksgerichtshof zum Tode verurteilt. Nach seiner Enthauptung wurde seine Leiche der Anatomie in Tübingen übergeben. Fröhle wurde auf dem Tübinger Altstadtfriedhof begraben, wo sich auch eine Gedenktafel befindet. |      |
| Rollwagstraße 6 (ehemals Bergstr. 2)              | Clementine Rosenthal           | Clementine Rosenthal, geb. Bamberger (* 20. April 1889 in Crailsheim; † 21. April 1943 in Theresienstadt) war die Ehefrau des Kaufmanns Hermann Rosenthal. Bis 1938 wohnte das Ehepaar in der Bergstraße 2, dann wurde es in ein sogenanntes Judenhaus in der Badstraße eingewiesen und 1942 erfolgte die Deportation nach Theresienstadt, wo Clementine Rosenthal einige Monate vor ihrem Mann starb. |      |
| Rollwagstraße 6 (ehemals Bergstr. 2)              | Hermann Rosenthal              | Hermann Rosenthal (* 1873; † 8. Dezember 1943 in Theresienstadt) war Kaufmann und lebte mit seiner Ehefrau Clementine, geb. Bamberger, seit 1931 in der damaligen Bergstraße 2. Das Ehepaar wurde 1938 in ein sogenanntes Judenhaus in der Badstraße verbracht und 1942 nach Theresienstadt deportiert, wo Hermann Rosenthal am 8. Dezember 1943 ermordet wurde. |      |
| Rollwagstraße (früher: Innere Rosenbergstraße) 12 | Johanna Adler                  | Johanna Adler, geb. Weil (* 4. Juni 1871 in Schwäbisch Hall; † 16. Mai 1944 in Auschwitz) war mit Ludwig Adler aus Obergimpern verheiratet. Das Ehepaar betrieb in der Inneren Rosenbergstraße 12 einen Wildhäuteimport und einen Fell-, Haut- und Lederhandel. Der Sohn Robert wurde 1895 geboren, seine Schwestern Nelli und Alice 1893 und 1896. Nachdem Ludwig Adler 1930 gestorben war, übernahm Robert Adler das Geschäft, das am 31. Juli 1938 geschlossen wurde. Am 12. August 1939 emigrierte Robert Adler in die USA. Während seine Schwester Alice, verh. Lion, nach Palästina emigrieren konnte, zog Nelli Adler nach ihrer Eheschließung mit Hugo Richheimer nach Stuttgart. Ihre Mutter Johanna Adler wurde gezwungen, am 29. September 1941 in die Badstraße 10 zu ziehen; das Haus in der Inneren Rosenbergstraße wurde erst „Judenhaus“ und dann an einen Funktionär der NSDAP verkauft. Johanna Adler wurde am 23. März 1942 über Haigerloch nach Theresienstadt transportiert und am 16. Mai 1944 in Auschwitz ermordet. |      |
| Rollwagstraße 12 (früher: Innere Rosenbergstraße) | Robert Adler                   | Robert Adler (* 19. Mai 1895) führte bis 1938 das Geschäft seines Vaters in der Inneren Rosenbergstraße 12 weiter und emigrierte am 12. August 1939 in die USA. |      |
| Rollwagstraße 14                                  | Cilli Levi                     | |      |
| Rollwagstraße 14                                  | Aron Lindner                   | |      |
| Rollwagstraße 14                                  | Theresia Lindner               | |      |
| Rollwagstraße 14                                  | Sofie Schwab                   | |      |
| Rollwagstraße 16                                  | Arthur Reis                    | Arthur Reis (* 25. März 1904; † 1994 in Israel) war der Sohn von Sofie und Baruch Reis und der Bruder von Carola Reis. Der Architekt wanderte zusammen mit seiner Schwester 1933 nach Palästina aus. Er lebte und arbeitete dann in Tel Aviv und in Jerusalem. Zu seiner Hochzeit im Jahr 1935 reiste auch seine Mutter an, die sich aber in Palästina nicht einleben konnte und nach Heilbronn zurückkehrte. |      |
| Rollwagstraße 16                                  | Carola Reis                    | Carola Reis (* 1909; † in den 1980er Jahren) war die Schwester von Arthur Reis. Sie wanderte zusammen mit ihrem Bruder im Jahr 1933 nach Palästina aus. Carola Reis heiratete Professor David Shapiro. Sie arbeitete an der Universität in Jerusalem. Das Ehepaar Shapiro hatte eine Tochter. |      |
| Rollwagstraße 16                                  | Hans David Reis                | Hans David Reis (* 1933; † in Riga) war der ältere Sohn des Ehepaares Margarete und Max Reis. Er wurde wie seine Mutter und sein Bruder 1941 nach Riga deportiert, wo er ermordet wurde. |      |
| Rollwagstraße 16                                  | Margarete Reis                 | Margarete Reis (* 2. Januar 1906;† in Riga) war die Ehefrau von Max Reis und die Mutter von Hans David und Walter Emil Reis. Nachdem ihr Mann 1939 ausgewandert war, wurde sie zusammen mit ihren beiden Kindern im Oktober desselben Jahres ins Haus Dr. Picard in Heilbronn-Sontheim umgesiedelt. 1941 wurde sie nach Riga deportiert, wo sie ermordet wurde. |      |
| Rollwagstraße 16                                  | Max Reis                       | Max Reis (* 14. August 1897 in Heilbronn; † im 20. Jahrhundert) war ein Sohn des David B. Reis und ein Neffe von Baruch Reis, dem 1930 verstorbenen Ehemann der Sofie Reis, geb. Kahn, und führte zusammen mit dieser das Geschäft der Familie, das sein Vater und sein Onkel gegründet hatten. Er kämpfte als Kriegsfreiwilliger im Ersten Weltkrieg und erhielt mehrere Auszeichnungen. 1928 heiratete er Margarete Ettlinger aus Bretten. Aus der Ehe gingen die Kinder Hans David und Walter Emil hervor. Max Reis lebte bis etwa 1937 in der Inneren Rosenbergstraße 22 (heute: Rollwagstraße 16). 1938 war er vier Wochen im KZ Dachau inhaftiert. 1939 wanderte er nach England und dann in die USA aus. Seine Familie konnte er nicht mehr nachholen. Er lebte in Chicago, wo er eine neue Ehe schloss. |      |
| Rollwagstraße 16                                  | Sofie Reis                     | Sofie Reis, geb. Kahn (* 1876; † 31. Oktober 1942 im KZ Treblinka) war die Witwe des 1930 verstorbenen Geschäftsmanns Baruch Reis, der mit Moses und Max Reis den Webwarengroß- und Einzelhandel Jakob D. Reis in der Inneren Rosenbergstraße 24 geführt hatte. Sofie Reis lebte nach dem Tod ihres Mannes zunächst noch im Haus Innere Rosenbergstraße 22 (die Innere Rosenbergstraße wurde 1938 in Braunauer Straße und nach dem Krieg in Rollwagstraße umbenannt), musste dann in das „Judenhaus“ Bismarckstraße 3 umziehen und wurde am 23. März 1942 nach Haigerloch deportiert. Von dort aus kam sie fünf Monate später nach Theresienstadt und am 29. September 1942 nach Treblinka, wo sie zwei Tage später ermordet wurde. Auf dem Stolperstein ist fälschlicherweise als Todesort das Lager Maly Trostinec angegeben. |      |
| Rollwagstraße 16                                  | Walter Emil Reis               | Walter Emil Reis (* 1935; † in Riga) war der jüngere Sohn des Ehepaars Margarete und Max Reis. Er wurde wie seine Mutter und sein Bruder Hans David im Jahr 1941 nach Riga deportiert, wo er ermordet wurde. |      |
| Schillerstraße 18                                 | Aron Kern                      | Aron Kern (* 23. Oktober 1863 in Wollenberg; † 22. September 1942 in Theresienstadt) bekam mit seiner Ehefrau Friederike die Kinder Hugo und Schoschana. 1899 zog die Familie nach Heilbronn, wo Aron Kern das Betten- und Aussteuergeschäft Kern-Reiss am Kiliansplatz 1 betrieb. Aron und Friederike Kern mussten ihr Haus in der Schillerstraße verlassen und zwangsweise verkaufen und wurden schließlich im Haus Picard in der Lauffener Straße 12 in Sontheim untergebracht, von wo aus sie mit dem großen Transport vom August 1942 nach Theresienstadt deportiert wurden. Dort starb Aron Kern etwa einen Monat nach der Ankunft. |      |
| Schillerstraße 18                                 | Friederike Kern                | Friederike Kern (geb. Reis, * 25. Februar 1872 in Schwäbisch Hall; † 20. Mai 1943 in Theresienstadt) lebte mit ihrem Mann Aron zunächst in Wollenberg, ehe die Familie nach Heilbronn zog. Nach der Deportation nach Theresienstadt überlebte sie dort noch etwa ein halbes Jahr. |      |
| Schillerstraße 18                                 | Dr. Hugo Kern                  | Dr. Hugo Kern (* 1896) war der Sohn des Ehepaares Aron und Friederike Kern. Er wurde Rechtsanwalt und lebte bis zu seiner Flucht 1939 in Heilbronn. Zeitweise war er Vorsitzender des ADAC Heilbronn. Wahrscheinlich im November 1938 war er 17 Tage lang im KZ Dachau inhaftiert; im Januar 1939 gelang ihm die Auswanderung. Hugo Kern, der seinen Lebensabend in Israel verbrachte, war das einzige Mitglied der vierköpfigen Familie, das den Holocaust überlebte. Seine Schwester Schoschana, die in Nürnberg gelebt hatte, kam in Theresienstadt um. |      |
| Schillerstraße 34                                 | Cäcilie Siegler                | |      |
| Schillerstraße 48                                 | Berthold Heilbronner           | Berthold Heilbronner († 28. September 1942 in Theresienstadt) |      |
| Schillerstraße 48                                 | Franziska Heilbronner          | Franziska Heilbronner († 16. Mai 1944 in Auschwitz) |      |
| Schillerstraße 48                                 | Friederike Heilbronner         | Friederike Heilbronner († 10. September 1942 in Theresienstadt) |      |
| Schillerstraße 48                                 | Lotte Heilbronner              | |      |
| Schillerstraße 48                                 | Luise Heilbronner              | |      |
| Sichererstraße 9                                  | Albert Hahn                    | Albert Hahn (* 1880 in Berwangen; † 1. Dezember 1942 in Riga) war mit Mina Hahn, geb. Seligmann verheiratet und hatte zwei Söhne, Artur Nathan und Hans Jakob. Er betrieb eine Handelsagentur für Manufakturwaren. Das Haus in der Sichererstraße musste Hahn zwangsweise verkaufen; das Ehepaar Hahn wurde danach in der Frankfurter Straße 46 untergebracht und am 26. November 1941 deportiert. Am 1. Dezember 1942 wurden Albert und Mina Hahn in Riga ermordet. |      |
| Sichererstraße 9                                  | Artur Hahn                     | Artur oder Arthur Abraham oder Artur Nathan Hahn (* 1913 oder 1914; † wahrscheinlich in Auschwitz) war ein Sohn des Ehepaares Albert und Mina Hahn. Er wurde am 27. September 1939 in ein Hachschara-Lager auf Gut Winkel bei Spreenhagen geschickt. In Hachschara-Lagern sollten Juden auf ein Leben in Palästina vorbereitet werden; allerdings waren diese Einrichtungen durch die Nationalsozialisten, soweit sie nicht aufgelöst worden waren, in Zwangsarbeitslager umgewandelt worden. 1943 wurde Hahn von diesem Lager aus deportiert. Wahrscheinlich kam er in Auschwitz um. |      |
| Sichererstraße 9                                  | Hans Hahn                      | Hans Jakob Hahn (* 18. Mai 1923; für tot erklärt), der jüngere Sohn des Ehepaares Albert und Mina Hahn, floh am 29. März 1939 nach Luxemburg, wurde aber dann vom Sammel- und Durchgangslager Drancy aus nach Auschwitz deportiert. Sein weiteres Schicksal konnte nicht genau geklärt werden. 1952 wurde er für tot erklärt, als Datum wurde der Tag des Kriegsendes, der 8. Mai 1945, angesetzt. |      |
| Sichererstraße 9                                  | Mina Hahn                      | Mina oder Minna Hahn (geb. Seligmann, * 1889 in Eberbach; † 1. Dezember 1942 in Riga) war Albert Hahns Ehefrau und teilte dessen Schicksal. |      |
| Sichererstraße 9                                  | Adele Mandellaub               | Adele Mandellaub (* 10. August 1893 in Kolomea; † 31. Oktober 1941 im Vernichtungslager Belzec) war die Ehefrau des Kaufmanns Simon Mandellaub. Sie lebte etwa ab 1912 in Heilbronn und hatte damals die österreichische Staatsangehörigkeit. 1918 wurde die gesamte Familie, die zunächst in der Turmstraße 14, später in der Gartenstraße 32 und ab 1936 in der Sichererstraße 9 wohnte, polnisch. 1933 mussten Adele und Simon Mandellaub, die zwei Schuhhandlungen betrieben, ihr Haus in der Kirchbrunnenstraße 12 verkaufen. Im Zuge der „Polen-Aktion“ im Oktober 1938 wurden Adele und Simon Mandellaub zusammen mit ihrer neunjährigen Tochter Silvia abgeschoben, wohingegen es den älteren Kindern Gisela, Markus und Eugen gelang, im März 1938 nach Palästina auszuwandern. Adele Mandellaub und ihr Ehemann gelangten mit der jüngsten Tochter in ihre Geburtsstadt Kolomea, obwohl sie über Bentschen abgeschoben worden waren. Angeblich kehrte Adele Mandellaub drei Monate später noch einmal nach Heilbronn zurück, um sich um ihre untergestellten Möbel zu kümmern. Im August 1941 richtete die deutsche Wehrmacht in Kolomea ein Ghetto ein. Die Adele Mandellaub wurde wie ihr Mann und ihre Tochter von dort in das Vernichtungslager Belzec deportiert. Amtlich festgelegtes Todesdatum ist der 31. Oktober 1941. |      |
| Sichererstraße 9                                  | Eugen Mandellaub               | Eugen Mandellaub (* ; † ) war ein Sohn des Ehepaars Adele und Simon Mandellaub. Zusammen mit zwei Geschwistern wanderte er im März 1938 nach Palästina aus. Dort nahm Eugen Mandellaub den Namen Izchak Schkedi an. Er lebte wie sein Bruder in einem Kibbuz und bekam mindestens einen Sohn. |      |
| Sichererstraße 9                                  | Gisela Mandellaub              | Gisela Manellaub (* ; † ) war eine Tochter des Ehepaars Adele und Simon Mandellaub. Sie wanderte mit ihren beiden Brüdern im März 1938 nach Palästina aus und hieß nach ihrer Heirat mit Nachnamen Katz. |      |
| Sichererstraße 9                                  | Markus Mandellaub              | Markus Mandellaub (* ; † ) war eines der Kinder des Ehepaars Adele und Simon Mandellaub. Mit zwei Geschwistern wanderte er im März 1938 nach Palästina aus, wo er sich Mordechai Markus Schkedi nannte. |      |
| Sichererstraße 9                                  | Silvia Mandellaub              | Silvia Mandellaub (* ; † 31. Oktober 1941 im Vernichtungslager Belzec) war das jüngste Kind des Ehepaars Adele und Simon Mandellaub. Sie wurde mit ihren Eltern 1938 nach Polen abgeschoben. Die Familie konnte nach Kolomea gelangen, woher Adele und Simon Mandellaub stammten, wurde aber einige Jahre später vom dortigen Ghetto aus in das Vernichtungslager Belzec deportiert. Als Todesdatum wurde amtlicherseits der 31. Oktober 1941 festgesetzt. |      |
| Sichererstraße 9                                  | Simon Mandellaub               | Simon Mandellaub (* 18. Januar 1884 in Kolomea; † 31. Oktober 1941 im Vernichtungslager Belzec) war von Beruf Kaufmann. Ab 1901 lebte er, damals mit österreichischer Staatsbürgerschaft, in Heilbronn. Angeblich diente er im Ersten Weltkrieg im österreichischen Heer. 1918 bekam die ganze Familie Mandellaub die polnische Staatsbürgerschaft. Simon Mandellaub, gelernter Kaufmann, bekam mit seiner Ehefrau Adele zwei Töchter und zwei Söhne. Die Familie lebte zunächst in der Turmstraße 14, ab 1931 in der Gartenstraße 32, ab 1936 in der Sichererstraße 9. Mandellaub betrieb zeitweise drei Schuhhandlungen, von denen er eine, die sich in der Klingenberger Straße in Böckingen befand, 1932 oder 1933 verkaufte. Die beiden anderen Geschäfte lagen in der Sülmerstraße 105 und in der Kirchbrunnenstraße 12. Letztere Immobilie gehörte Simon Mandellaub. Er wurde während des Dritten Reichs gezwungen, sie zu verkaufen. Im März 1938 emigrierten Simon Mandellaubs ältere Kinder, einige Monate später wurde er zusammen mit seiner Frau und der jüngsten Tochter Silvia nach Polen abgeschoben. Simon Mandellaub konnte in seinen Geburtsort Kolomea zurückkehren, wo einige Jahre später aber ein jüdisches Ghetto eingerichtet wurde. Von dort aus wurde er mit seiner Frau und der mittlerweile zwölfjährigen Tochter Silvia in das Vernichtungslager Belzec deportiert. Das Todesdatum 31. Oktober 1941 wurde amtlich festgelegt. |      |
| Sichererstraße 11 (ehemals 9)                     | Therese Böhm                   | Therese Böhm (* in Goldbach bei Aschaffenburg; † 15. September 1942 in Ossowa) war mit Eduard Böhm verheiratet, der im Jahr 1900 nach Heilbronn zog. Seit 1905 war sie Besitzerin des Hauses Sülmerstraße 59, in dem sich ab diesem Jahr ein Geschäft namens „Süßkinds Kleidermagazin“ befand. Das Ehepaar Böhm wohnte ab 1914 in der Sichererstraße 11 (damals 9). Eduard Böhm starb 1933; zwei Jahre später übernahm Wilhelm Marquart den nun „arisierten“ Laden in der Sülmerstraße. Therese Böhm wurde am 24. April 1942 deportiert: Am 26. April 1942 wurde sie von Stuttgart aus ins Ghetto Izbica transportiert. Schon bevor dieses Ghetto im Spätherbst 1942 aufgelöst wurde, wurde sie ins Zwangsarbeiterlager Ossowa verlegt. Sie starb dort am 15. September 1942. |      |
| Sichererstraße 15                                 | Selma Mayer                    | |      |
| Sichererstraße 22                                 | Hermann Baden                  | Hermann Baden (* 19. Oktober 1890 in Brock; † 1945 in Dachau) war seit 1920 wie seine Ehefrau ein Zeuge Jehovas. Er war mit Irene Emilie Wagner verheiratet und hatte zwei Kinder, Rudi Hermann (* 23. April 1920) und Hedwig (* 2. März 1926). Die Familie lebte etwa seit 1920 in Heilbronn, wo Hermann Baden zunächst als Werkführer oder Werkmeister arbeitete und etwa 1930 in der Sichererstraße 22, wo die Familie auch wohnte, das „Besteckhaus Baden“ einrichtete. 1934, 1937 und 1940 wurde er wegen seines Glaubens verhaftet und 1940 vom Sondergericht in Stuttgart zu einer mehrjährigen Haftstrafe verurteilt, weil er verbotene Schriften gelesen hatte. Im selben Jahr starb seine Frau. Hermann Baden verbrachte seine Haftzeit in den Konzentrationslagern Buchenwald und Dachau. Er überlebte nicht bis zur Befreiung; als Todestag wurde der 29. April 1945 festgelegt. |      |
| Sichererstraße 30                                 | Julie Herz                     | Julie Herz (* 13. Dezember 1870 in Kochendorf; † in Treblinka) lebte zeitweise in der Sichererstraße 30. Sie war eine Tochter des Handelsmannes Nathan Herz, der 1905 in Heilbronn starb und auf dem dortigen jüdischen Friedhof bestattet wurde. Seine Ehefrau war Regine Hirsch. Diese hatte bereits aus einer früheren Ehe einen Sohn in die Ehe mit Herz mitgebracht und bekam mit diesem elf weitere Kinder. Julie Herz blieb unverheiratet und wohnte bei ihren Eltern in der Sichererstraße 30, bis ihre Mutter 1916 starb. Später lebte sie als Rentnerin in der Paulinenstraße 41, doch zog sie 1931 in ihr Elternhaus zurück. Wahrscheinlich lebte sie dort zur Untermiedet bei der Weingärtnerswitwe Friederike Zapf, die mittlerweile Eigentümerin des Hauses war. Spätestens 1940 wurde sie zwangsweise umquartiert; zeitweise lebte sie in „Judenhäusern“ in der Schillerstraße 6 und der Frankfurter Straße 46. Im März 1942 wurde sie nach Haigerloch umgesiedelt, später nach Stuttgart gebracht und am 22. August 1942 ins Ghetto Theresienstadt deportiert. Am 26. September desselben Jahres wurde sie nach Treblinka transportiert, wo sie ermordet wurde. Ihre Schwester Clara, die den Kaufmann Bernhard Oppenheimer aus Stuttgart geheiratet hatte, wanderte mit diesem in die USA aus. |      |
| Solothurner Straße                                | Arthur Kirchheimer             | Arthur Kirchheimer († in Riga) hatte in der Sontheimer Straße 48 gelebt. |      |
| Solothurner Straße                                | Rosa Kirchheimer               | Rosa (oder Flora) Kirchheimer († in Riga) hatte in der Sontheimer Straße 48 gelebt. |      |
| Sontheimer Straße 15 (Horkheim)                   | Margot Maier                   | Margot Maier († in Riga) |      |
| Sontheimer Straße 15 (Horkheim)                   | Max Maier                      | Max Maier († in Riga) |      |
| Sontheimer Straße 15 (Horkheim)                   | Selma Maier                    | Selma Maier († in Riga) |      |
| Strombergstraße (früher: Kurzestraße) 34          | Lina Arnold                    | Lina Arnold (* 2. August 1900 in Heilbronn-Böckingen; † 8. Mai 1940 in Grafeneck) war die Tochter einer gemütskranken Frau, die wenige Wochen nach der Geburt des Kindes verstarb. Dieses wurde zunächst von seinem Vater und den Großeltern väterlicherseits aufgezogen, doch wurde 1903 dem alkoholkranken und straffälligen Vater das Sorgerecht entzogen. Für das Kind wurde Zwangserziehung angeordnet, da die Großeltern sich offenbar auch nicht in ausreichendem Maß um Lina Arnold kümmerten. Sie wurde daraufhin als Pflegekind von ihrer Tante Marie Schellenberger, geb. Zentler, und deren Ehemann Friedrich Schellenberger in der damaligen Kurzestraße 34 aufgenommen. Nach der Schulentlassung arbeitete sie in einer Fabrik, später abwechselnd als Hausangestellte und als Fabrikarbeiterin. Zwischen den Phasen der Berufstätigkeit legte sie jeweils ein- bis zweimonatige Erholungspausen ein. Nachdem sie im Dezember 1929 ihre letzte Stelle als Dienstmädchen in Freiburg aufgegeben hatte, lebte sie wieder bei ihrer Pflegefamilie. Eine psychische Erkrankung führt schließlich zu ihrer Entmündigung und am 7. April 1932 zur Einweisung in die Heilanstalt Weinsberg, weil Selbstmordgefahr festgestellt worden war. Dort erhielt sie die Diagnose der Schizophrenie und am 14. April 1932 eine Bescheinigung dauernder Invalidität. Die Pflegefamilie holt die verängstigte Patientin am 16. Dezember 1932 wieder nach Hause. 1933 reiste Lina Arnold, ohne dass ihre Pflegefamilie davon wusste, nach Calw, wo sie umherirrend aufgegriffen wurde, woraufhin sie am 27. April 1933 wieder nach Weinsberg gebracht wurde. Von dort wurde sie am 8. Mai 1940 nach Grafeneck überstellt und dort getötet. Offiziell wurde aber der 27. Juni 1940 als Todesdatum angegeben. Am 15. Juli 1940 wurde die Urne mit ihrer Asche in Böckingen beigesetzt. |      |
| Teichstraße 8                                     | Emil Bauer                     | Emil Bauer (* 1. November 1901; † 23. Mai 1940 oder 1941 in Sachsenhausen) war Prokurist bei der Firma Müller und mit der Stickerin Frida Bauer verheiratet. Emil Bauer war Zeuge Jehovas und galt wegen der Verweigerung einer militärärztlichen Untersuchung als vorbestraft, als er 1938 vor das Sondergericht in Heilbronn kam. Ab dem 6. Oktober 1937 hatte er schon in Haft gesessen. Er wurde zu einem Jahr und neun Monaten Gefängnis verurteilt, weil er etwa 300 Mark für seine Glaubensgenossen gesammelt, Schriftmaterial der Zeugen Jehovas verbreitet und auch dessen Druck in Magdeburg unterstützt haben sollte. Als die Haftzeit abgelaufen war, kam er am 2. November 1939 in das KZ Sachsenhausen, wo er im Steinbruch arbeiten musste. Über sein Todesdatum gibt es unterschiedliche Angaben. |      |
| Uhlandstraße 11                                   | Emma Gumbel                    | |      |
| Uhlandstraße 25                                   | Martha Rothschild              | |      |
| Waldweg am Schießstand im Köpfertal               | Jean-Marie Caprais             | Jean-Marie Caprais († 21. August 1944 in Heilbronn) war ein französischer Widerstandskämpfer. Caprais und seine 23 Kameraden kamen nach der Landung der Alliierten als Saboteure ins Reichsgebiet und verübten Sabotageakte in der Gegend um Schwäbisch Hall und Crailsheim, wo die Gruppe jedoch bald verhaftet wurde. Nach ihrer Festnahme wurden die Männer erst mehrere Wochen in Schwäbisch Hall inhaftiert, dann in Ludwigsburg zum Tod verurteilt und am 21. August 1944 auf den Heilbronner Schießständen hingerichtet. Die Toten wurden danach im Südfriedhof Sontheim bestattet, wo Bürgermeister Richard Stieglitz, dessen Sohn als Wehrmachtsarzt den Exekutionen hatte beiwohnen müssen, nach Kriegsende ein Ehrengrab für die Franzosen anlegen ließ. Ihre Leichen wurden im Juli und August 1945 zur Identifizierung exhumiert und wieder beigesetzt. Schließlich wurden 1947 alle 24 Toten nach Frankreich umgebettet. |      |
| Waldweg am Schießstand im Köpfertal               | Pierre Dallas                  | Pierre Dallas († 21. August 1944 in Heilbronn) war ein französischer Widerstandskämpfer. |      |
| Waldweg am Schießstand im Köpfertal               | Robert Darsac                  | Robert Darsac († 21. August 1944 in Heilbronn) war ein französischer Widerstandskämpfer. |      |
| Waldweg am Schießstand im Köpfertal               | Yves de Fougerolles            | Yves de Fougerolles († 21. August 1944 in Heilbronn) war ein französischer Widerstandskämpfer. |      |
| Waldweg am Schießstand im Köpfertal               | Pierre Deliry                  | Pierre Deliry († 21. August 1944 in Heilbronn) war ein französischer Widerstandskämpfer. |      |
| Waldweg am Schießstand im Köpfertal               | Ferdinand Dellargnelo          | Ferdinand Dellargnelo († 21. August 1944 in Heilbronn) war ein französischer Widerstandskämpfer. |      |
| Waldweg am Schießstand im Köpfertal               | Raymond Hermer                 | Raymond Hermer († 21. August 1944 in Heilbronn) war ein französischer Widerstandskämpfer. |      |
| Waldweg am Schießstand im Köpfertal               | Alain LeBastard de Villeneuve  | Alain LeBastard de Villeneuve († 21. August 1944 in Heilbronn) war ein französischer Widerstandskämpfer. |      |
| Waldweg am Schießstand im Köpfertal               | Yves LeBastard de Villeneuve   | Yves LeBastard de Villeneuve († 21. August 1944 in Heilbronn) war ein französischer Widerstandskämpfer. |      |
| Waldweg am Schießstand im Köpfertal               | René Lebre                     | René Lebre († 21. August 1944 in Heilbronn) war ein französischer Widerstandskämpfer. |      |
| Waldweg am Schießstand im Köpfertal               | Philippe Paul Louis Lefebvre   | Philippe Paul Louis Lefebvre († 21. August 1944 in Heilbronn) war ein französischer Widerstandskämpfer. |      |
| Waldweg am Schießstand im Köpfertal               | Pierre Lemaitre                | Pierre Lemaitre († 21. August 1944 in Heilbronn) war ein französischer Widerstandskämpfer. |      |
| Waldweg am Schießstand im Köpfertal               | Joël Maurice Lemoigne          | Joël Maurice Lemoigne († 21. August 1944 in Heilbronn) war ein französischer Widerstandskämpfer. |      |
| Waldweg am Schießstand im Köpfertal               | Jean Portenart                 | Jean Portenart († 21. August 1944 in Heilbronn) war ein französischer Widerstandskämpfer. |      |
| Waldweg am Schießstand im Köpfertal               | Lucien Poulard                 | Lucien Poulard († 21. August 1944 in Heilbronn) war ein französischer Widerstandskämpfer. |      |
| Waldweg am Schießstand im Köpfertal               | Gabriel Romon                  | Gabriel Romon (* 18. Juni 1905 in Boulogne-sur-Mer; † 21. August 1944 in Heilbronn) war ein französischer Widerstandskämpfer. |      |
| Waldweg am Schießstand im Köpfertal               | Lucien (Ernest?) Siegrist      | Lucien (Ernest?) Siegrist († 21. August 1944 in Heilbronn) war ein französischer Widerstandskämpfer. |      |
| Waldweg am Schießstand im Köpfertal               | Jean-Philippe Sneyers          | Jean-Philippe Sneyers († 21. August 1944 in Heilbronn) war ein französischer Widerstandskämpfer. |      |
| Waldweg am Schießstand im Köpfertal               | Marcel Raphaël Maurice Trumel  | Marcel Raphaël Maurice Trumel († 21. August 1944 in Heilbronn) war ein französischer Widerstandskämpfer. |      |
| Weststraße 45                                     | Eugenie Reuter                 | Ida Eugenie Reuter (* Sinsheimer; † 24. September 1942 in Theresienstadt) war die Ehefrau des Vieh- und Pferdehändlers Julius Reuter. Ihre Tochter heiratete 1926 in Heilbronn. |      |
| Weststraße 45                                     | Julius Reuter                  | Julius (Isaac) Reuter († 22. Juni 1942 in Theresienstadt) war Vieh- und Pferdehändler. Wie seine Frau wurde er 1942 nach Theresienstadt deportiert und kam dort ums Leben. |      |
| Weststraße 45                                     | Moritz Reuter                  | Moritz Reuter († in Riga) |      |
| Wilhelmstraße 26                                  | Alfred Oppenheimer             | |      |
| Wilhelmstraße 26                                  | Gertrud Oppenheimer            | |      |
| Wollhausstraße 40                                 | Karl Kahn                      | Karl Kahn (* 26. Dezember 1890 in Hollerbach; † 6. Oktober 1944 in Auschwitz) war Lehrer und Religionslehrer. Er kam 1924 nach Heilbronn und heiratete 1929 Rita Meyer. Aus der Ehe ging der Sohn Hans (* 11. Februar 1930) hervor. Karl Kahn war der Leiter und zeitweise der einzige Lehrer der jüdischen Schule im Adlerkeller, die eingerichtet wurde, nachdem jüdische Kinder keine öffentlichen Schulen mehr besuchen konnten. Ab 1939 war er auch Kantor der Synagoge in Heilbronn, nachdem Isy Krämer das Land verlassen hatte. 1939 schickte das Ehepaar Kahn den neunjährigen Sohn mit einem Kindertransport nach England, um dessen Leben zu retten. Karl Kahn selbst blieb offenbar zurück, um den Gemeindemitgliedern beizustehen und bei den Vorbereitungen zur Auswanderung zu helfen. Das kostete ihn und seine Frau das Leben. Sie wurden 1941 nach Stuttgart gebracht und von dort aus am 22. September 1942 nach Theresienstadt deportiert. Karl Kahn und seine Frau wurden in Auschwitz ermordet. |      |
| Wollhausstraße 40                                 | Rita Kahn                      | Rita Kahn (* 23. April 1906 in Bibra; † 6. Oktober 1944 in Auschwitz) war die Ehefrau des Lehrers und Kantors Karl Kahn und teilte dessen Schicksal. |      |
| Wollhausstraße 46                                 | Alfred Wollenberger            | |      |
| Wollhausstraße 46                                 | Gert Wollenberger              | |      |
| Wollhausstraße 46                                 | Lina Wollenberger              | Lina Wollenberger (* 5. Dezember 1866 in Obergimpern; † 27. März 1940 in Herrlingen) wurde als Lina Stein geboren. Ihr Ehemann Hermann Wollenberger gründete 1888 eine Weinbrennerei und Likörfabrik in der Äußeren Rosenbergstraße 17; mittlerweile lautet der Straßenname nur noch Rosenbergstraße. Firma und Familiensitz befanden sich ab 1930 in der Wollhausstraße 46. Hermann Wollenberger starb 1932 und wurde auf dem jüdischen Friedhof im Breitenloch beigesetzt. Lina Wollenberger deportierte man am 1. August 1939 ins jüdische Altersheim in Herrlingen; dort starb sie am 27. März 1940. Ihr Grab fand sie ebenfalls auf dem jüdischen Friedhof im Breitenloch in Heilbronn. Der Sohn des Ehepaars, Alfred Wollenberger, wanderte im April 1939 mit seiner Ehefrau Meta nach Großbritannien aus. Der Betrieb war 1937 „arisiert“ worden und in die Hände von Hans-Ferdinand Homburg übergegangen. |      |
| Wollhausstraße 46                                 | Lutz Wollenberger              | |      |
| Wollhausstraße 46                                 | Meta Wollenberger              | |      |